# Jałowiec pospolity
Jałowiec pospolity (Juniperus communis L.) – gatunek zawsze zielonego krzewu, rzadko niskiego drzewa, należący do rodziny cyprysowatych. Występuje na półkuli północnej od obszaru okołobiegunowego po góry południowej Europy, Azji i Ameryki Północnej. W Polsce jest to gatunek rozpowszechniony. Rośnie na bardzo różnych siedliskach – od bagien, poprzez lasy, po murawy, odłogi i tereny skaliste. Jest to też gatunek bardzo zmienny – euroazjatycka odmiana typowa osiąga do kilkunastu metrów wysokości, podczas gdy pozostałe odmiany płożą się lub podnoszą, osiągając niewielką wysokość. Jałowiec pospolity ma wszechstronne znaczenie użytkowe i odgrywał istotną rolę w kulturze ludzkiej, także jako roślina magiczna. Wykorzystywany jest m.in. jako roślina lecznicza, jadalna (szyszkojagody używane są jako przyprawa), olejkodajna, barwierska. Często uprawiany jest jako krzew ozdobny. W środowisku naturalnym odgrywa istotną rolę biocenotyczną.

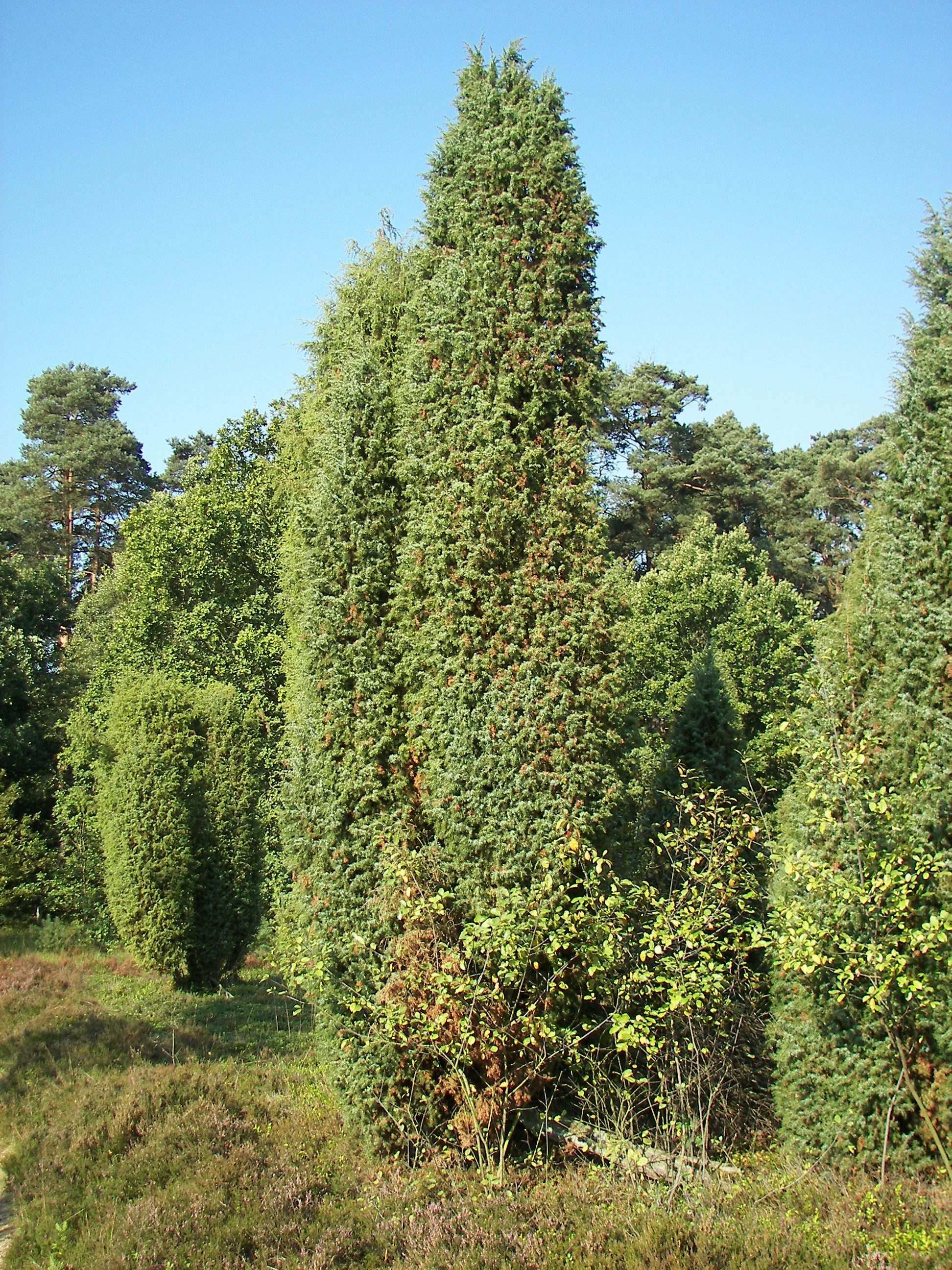
Pokrój

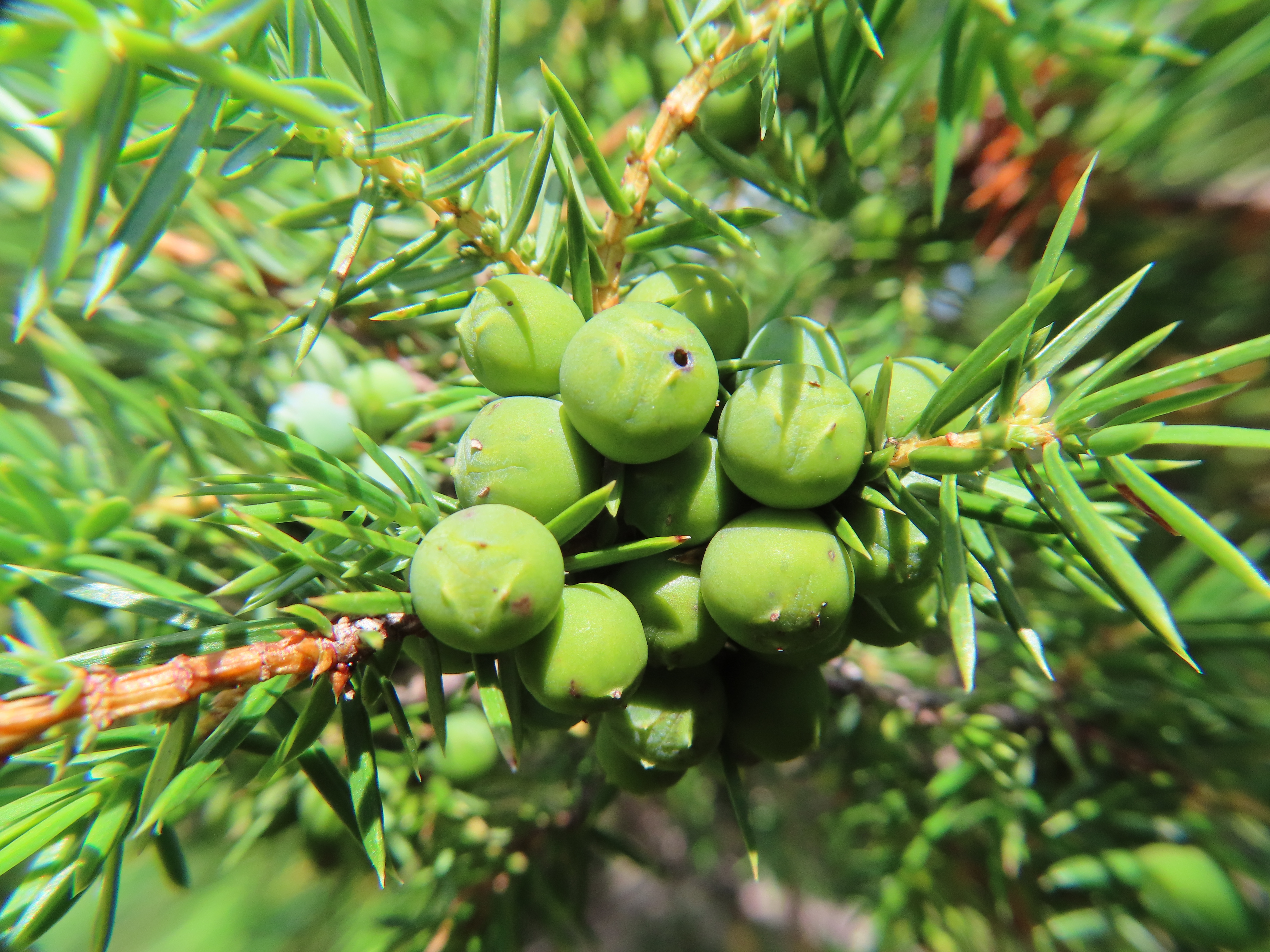
Pędy z niedojrzałymi szyszkojagodami

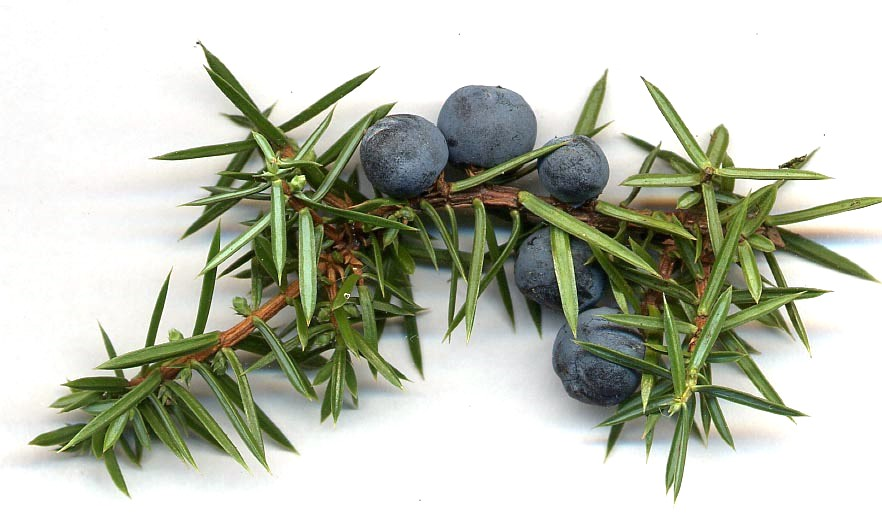
Gałązka z dojrzałymi szyszkojagodami

## Rozmieszczenie geograficzne
Jałowiec pospolity jest jednym z najbardziej rozpowszechnionych przedstawicieli nagonasiennych. Zasięg tego gatunku obejmuje całą strefę okołobiegunową półkuli północnej. Jest jedynym gatunkiem jałowca występującym zarówno na półkuli zachodniej, jak i wschodniej. W Ameryce Północnej sięga na południu do obszarów górskich w Kalifornii na zachodzie i Pensylwanii na wschodzie. Na północy sięga do wybrzeży Oceanu Arktycznego, ale brak go na wyspach Archipelagu Arktycznego. Rośnie jednak wzdłuż wybrzeży południowej Grenlandii. W Europie zasięg gatunku obejmuje niemal cały kontynent z wyjątkiem Azorów, Balearów i Krety. Na północy po Islandię i północne krańce Półwyspu Skandynawskiego. W południowej części Europy spotykany jest niemal wyłącznie w górach. Rośnie także w górach Afryki północnej. Dalej na wschód obecny jest w północnej części Azji Mniejszej oraz w regionie Kaukazu. Poza tym występuje w Europie wschodniej, choć w południowej Ukrainie i południowej Rosji jest rozproszony. W Azji zasięg gatunku obejmuje północną część kontynentu po Syberię i wybrzeża Morza Ochockiego oraz obszary górskie Azji środkowej po Himalaje na południu. Na Dalekim Wschodzie jałowiec pospolity rośnie na Kamczatce, Sachalinie i Wyspach Japońskich (brak go na Czukotce).
W Polsce gatunek jest rozpowszechniony na całym obszarze. Najliczniej występuje w północno-wschodniej części kraju, na Mazowszu i w rejonie Bydgoszczy. Stosunkowo najrzadziej spotykany jest w Polsce południowo-zachodniej. Lokalnie brak go zupełnie w obszarach intensywnie użytkowanych rolniczo (Żuławy Wiślane, Równina Pyrzycka, centralna Wielkopolska). W górach odmiana typowa spotykana jest do wysokości 1350 m n.p.m. (Smytniańskie Turnie w Tatrach), a odmiana halna do 2350 m n.p.m. (Ostry Szczyt).

## Morfologia

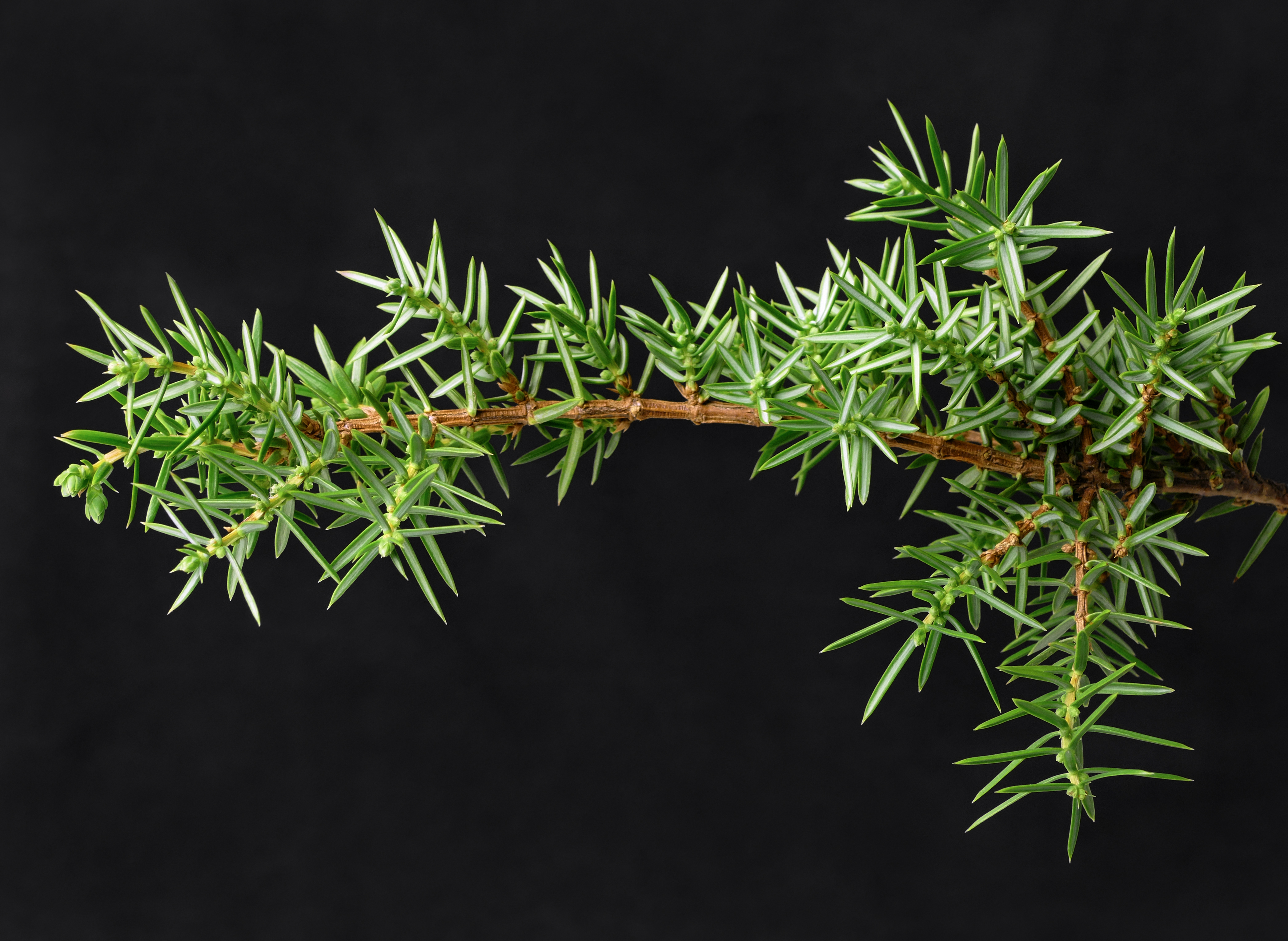
Pęd z igłami

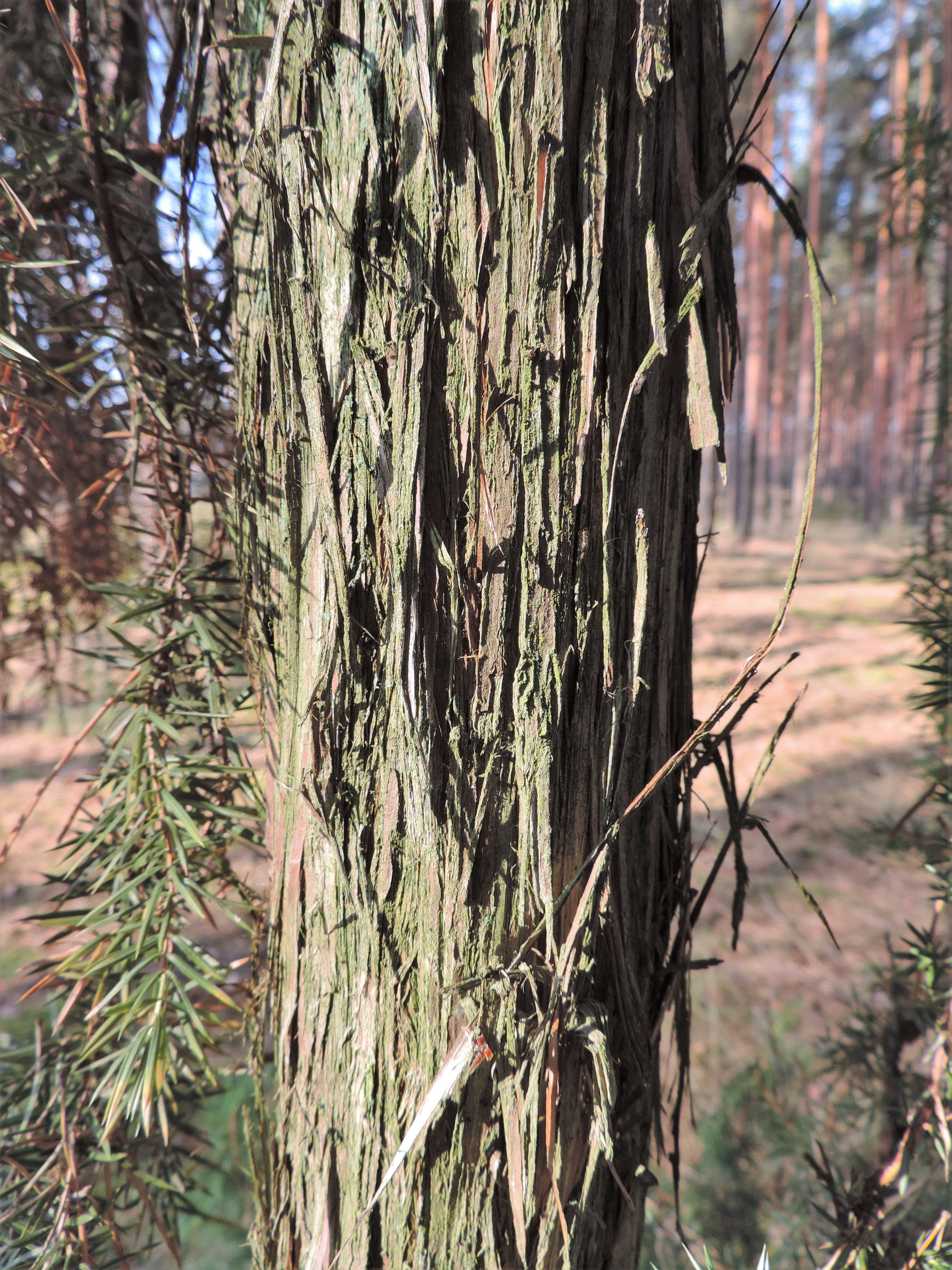
Korowina na pniu drzewiastego jałowca

PokrójZawsze zielony, powoli rosnący, od nasady rozgałęziony krzew o kolumnowej, niekiedy także płasko rozpostartej formie wzrostu. Występuje również jako małe drzewo, zazwyczaj o wielu pniach, z wąsko piramidalną (tylko rzadko spłaszczoną) koroną. Osiąga wysokość zwykle do 11 m (rzadko do 20 metrów). Za największy jałowiec uznawany jest okaz o obwodzie w pierśnicy wynoszącym 2,8 m, rosnący w prowincji Närke w środkowej Szwecji. W Polsce rósł w Neplach nad Bugiem okaz, który zmierzony po wywróceniu przez wiatr w 1958 miał 12,9 m wysokości i 3,02 m obwodu w pierśnicy. Obecnie najgrubszy znany w Polsce jałowiec ma obwód 134 cm w pierśnicy. Młode pędy są trójkanciaste, gładkie z wąskimi podłużnymi listewkami. Co charakterystyczne dla jałowców – rozgałęziają się w różnych kierunkach, a nie w jednej płaszczyźnie jak u innych przedstawicieli cyprysowatych.
KorzenieSilnie rozwinięty system korzeniowy ma zasięg często przekraczający 4 m, przy łącznej długości korzeni sięgającej 1 km (u okazu 40-letniego). Korzenie rozrastają się płytko pod powierzchnią gleby. Mimo ektomikoryzy i opilśni tworzonej przez strzępki grzybów – jałowiec zachowuje swoje włośniki.
KoraCienka, początkowo gładka czerwonawo brunatna, później szarobrunatna popękana wzdłużnie, odpadająca w postaci długich pasm.
LiścieWystępują tylko szpilkowate, a więc w postaci juwenilnej (młodocianej) – brak dojrzałych liści w postaci łusek, jak u innych cyprysowatych. Liście wyrastają po trzy w okółku i utrzymują się na pędach przez trzy lata. Są wąskolancetowate, sztywne i kłujące, o długości od 5 do 12, rzadko do 15 mm i szerokości 1–2 mm. Mają kolor szarozielony, z wierzchu z szerokim białym paskiem, czasem z wąską, zieloną linią biegnącą środkiem liścia i z zielonymi wąskimi paskami wzdłuż brzegów. Na dolnej stronie liść wypukły, na grzbiecie często z bruzdką. Zaostrzone łuski w pąkach mają ok. 3 mm długości.

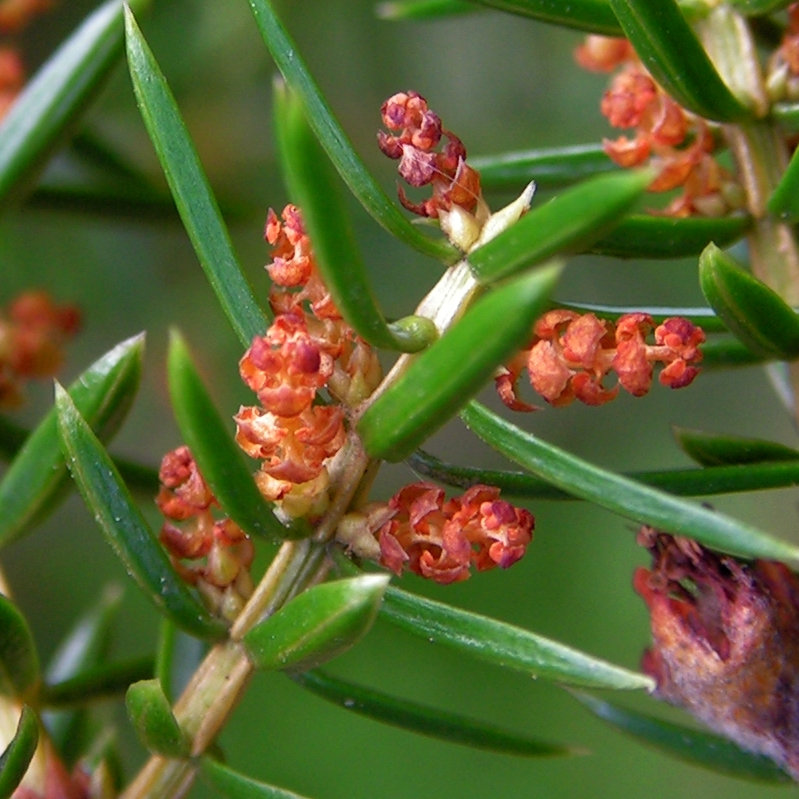
Kwiatostany męskie
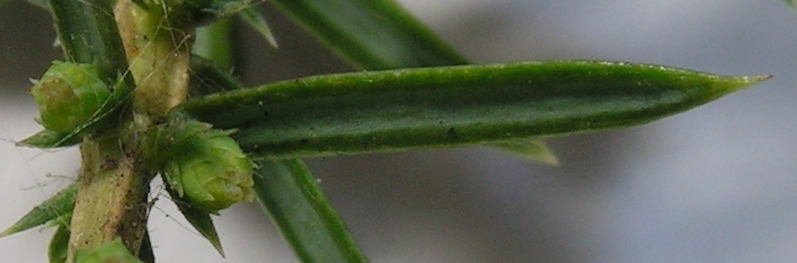
Kwiatostany żeńskie i liść

KwiatyRozdzielnopłciowe, a całe rośliny zwykle dwupienne. Pojawiają się jesienią w pachwinach liści z okółków w środkowej części ostatniego przyrostu rocznego. Kwiatostany (strobile) męskie rozwijają się pojedynczo, corocznie i w ciągu roku odpadają. Osiągają ok. 8 mm długości i składają się z 2–9 (najczęściej 3–6) okółków pręcików. Kwiatostany (strobile) żeńskie są kulistawe, za młodu zielone i o długości ok. 2 mm. Po zapyleniu i dojrzeniu nasion osiągają od 5 do 10 mm długości. U nasady wsparte są kilkoma drobnymi, trwałymi i płonnymi łuskami. Łusek tworzących właściwy kwiatostan jest od 3 do 16. Nie drewnieją one jak u wielu innych nagonasiennych, lecz pozostają mięsiste i złączone tworząc szyszkojagodę. Po dojrzeniu ma ona kolor czarny z niebieskim nalotem. Na górnej powierzchni znajdują się trzy szwy z wystającymi i odwiniętymi końcówkami łusek. Zalążki rozwijające się w nasiona umieszczone są pojedynczo na najwyższych łuskach (zwanymi nasiennymi). Jest ich zwykle od 1 do 3, rzadko do 6 i tyle też w szyszkojagodach powstaje nasion.
NasionaJajowate i nieco trójkanciaste, o długości 4–5 mm, nieoskrzydlone. Rozsiewane są wraz z całą szyszkojagodą.

## Anatomia

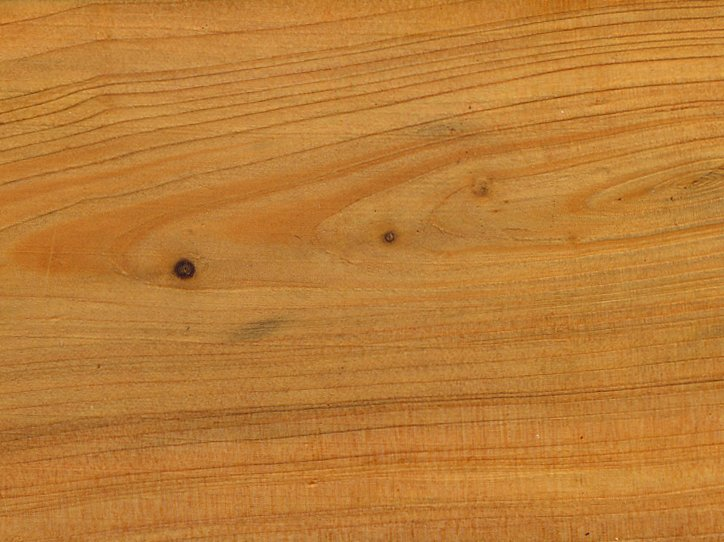
Drewno jałowca

DrewnoNa przekroju pnia kolejnymi warstwami od zewnątrz są: cienka i szarobrunatna warstwa korkowa, bardzo cienkie, szarawe łyko, zajmujące poniżej 1/6 przekroju nieco różowawe lub czerwonawo-żółte drewno bielaste i wyraźnie odmienne, dominujące na przekroju, żółtobrązowe drewno twardzielowe z odcieniem fioletowym i matowym połyskiem. W centralnej części pnia znajduje się słabo wyróżniający się rdzeń. Słoje są wąskie i faliste, przewodów żywicznych w drewnie brak, niewidoczne są też gołym okiem promienie rdzeniowe. Drewno jest miękkie i aromatyczne, przy czym zapach jest charakterystyczny, ostry, przypominający kamforę.
Drewno jest drobnowłókniste, średnio ciężkie i dość miękkie (1020–1120 kg/m³, gęstość przy wilgotności 12–15% – 530–700 kg/m³).

## Cechy fitochemiczne
Ze względu na znaczenie użytkowe, przedmiotem badań jest zwłaszcza kompozycja chemiczna szyszkojagód. Zawierają one około 25% (do 30%) węglowodanów, w tym zwłaszcza glukozy i fruktozy. Składniki mineralne stanowią 5–7%, kwasy organiczne ok. 3% (w tym blisko 2% kwasu mrówkowego, 1% kwasu octowego i 0,2% kwasu jabłkowego), olejek eteryczny ok. 0,5–1,5%, poza tym szyszkojagody zawierają żywice (ponad 1%), woski, pektyny (ok. 0,7%), glikozydy (juniperyna), inozytol, pentozany. Olejek eteryczny zawiera monoterpeny (60–80% udziału) i seskwiterpeny i (zwykle do 10%) – terpineol, α-pinen, kamfen, junen, kadinen, kariofilen, mircen, limonen, borneol i izoborneol). Występują w nim też diterpeny będące pochodnymi kwasu pimarowego.
W pąkach dominują żywice. Znajdują się w nich poza tym: woski, chlorofile, fitohormony, olejek eteryczny (do 2%), glikozydy (juniperyna i koniferyna), seskwiterpeny i monoterpeny (juneol, kamfora, kadinol, junen), diterpeny, kwasy, garbniki, cukry i flawonoidy.
Zawartość białek i wartość odżywcza pędów jałowca jest niewielka.
Właściwości toksycznezatrucia jałowcem u ludzi są rzadkie, ale zdarzają się w przypadku przedawkowania szyszkojagód lub preparatów z jałowca podczas leczenia, zażywanych w celach poronnych lub w przypadku dzieci zjadających szyszkojagody. Główne objawy toksyczne dotyczą nerek i dróg moczowych – są to bóle, krwiomocz, wielomocz i białkomocz. Nastąpić może przyśpieszenie czynności serca, oddechu i perystaltyki jelit. U ciężarnych wystąpić mogą kurcze macicy i krwawienia z niej, ale dość rzadko dochodzi do poronienia. Przy stosowaniu powierzchniowym olejek jałowca może spowodować dermatozy przejawiające się pieczeniem i zaczerwienieniem, pęcherzami i obrzękiem.
W przypadku zwierząt jałowiec najsilniej toksycznie działa na konie i kozy. Powoduje stany zapalne przewodu pokarmowego, uszkadza nerki, czasem ośrodkowy układ nerwowy i wywołuje poronienia. Do zatruć dochodzi jednak rzadko.

## Rozwój

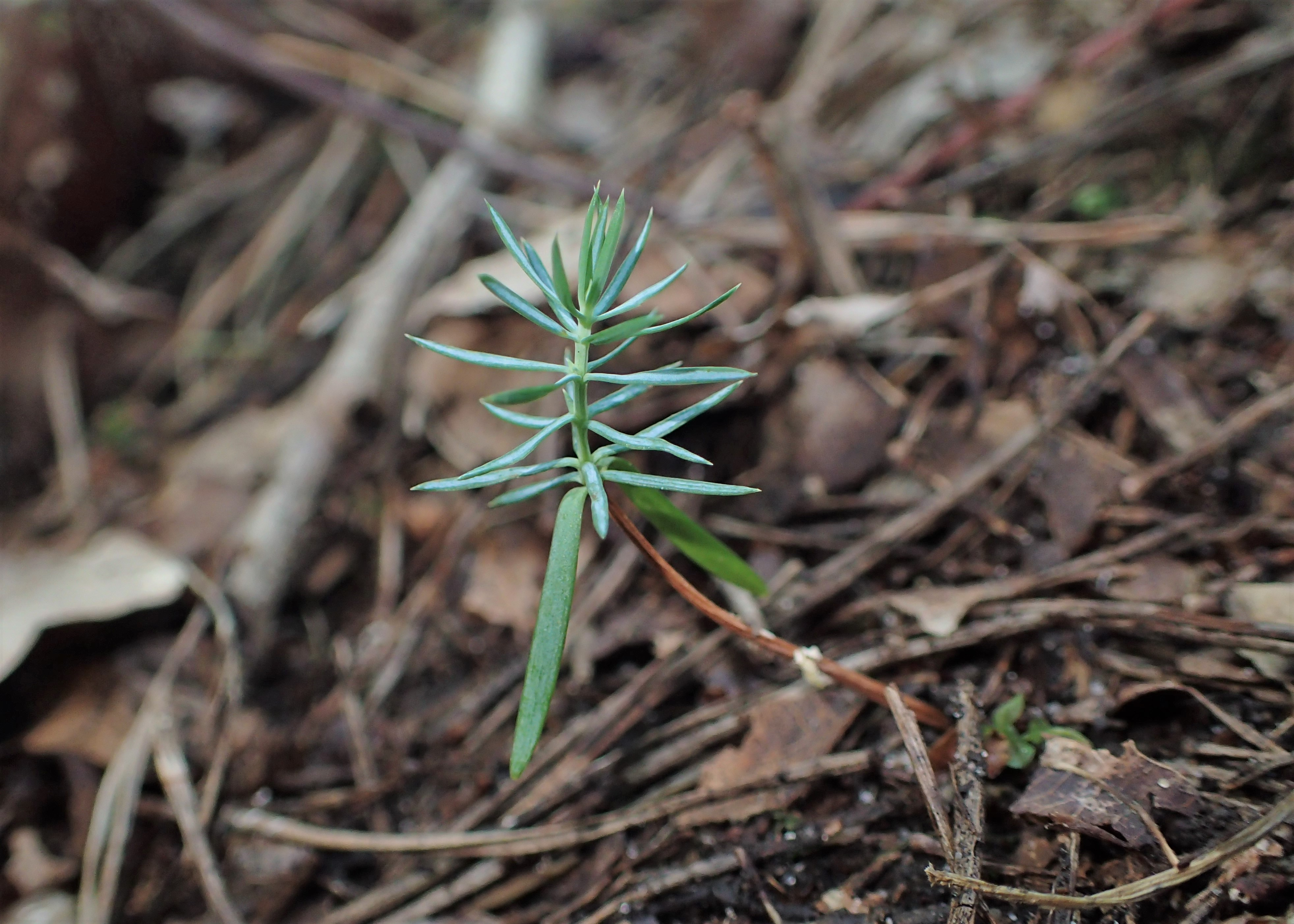
Siewka jałowca pospolitego

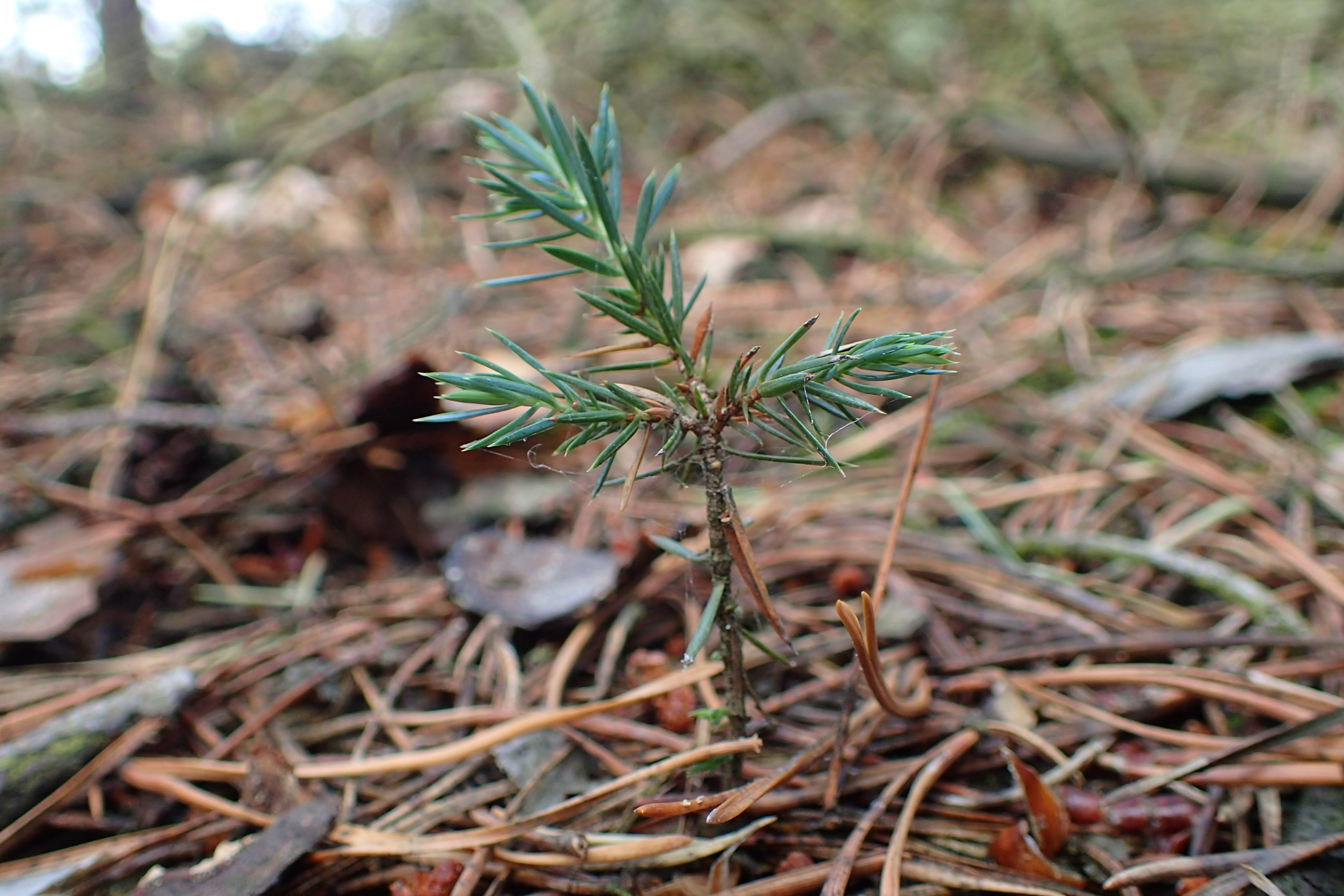
Młoda roślina jałowca pospolitego

W zależności od formy wzrostu jałowiec pospolity może być fanerofitem (rośliny rosnące w formie krzewów i małych drzew) lub chamefitem (rośliny płożące). Rozprzestrzenia się za pomocą nasion, jednak w części zasięgu o silnych wpływach oceanicznych (np. północna część Wysp Brytyjskich) pędy roślin płożących często korzenią się, umożliwiając rozmnażanie wegetatywne. Rozmnażanie takie w części kontynentalnej zasięgu jest bardzo rzadkie.
KiełkowanieWśród nasion jałowca puste występują ze zmiennym udziałem, przy czym jest ich więcej u starych roślin i w przypadku silnego żerowania owadów. Większy udział żywych nasion stwierdzono u roślin młodych oraz na terenach górskich i w wyższych szerokościach geograficznych. Nasiona zachowują zdolność do kiełkowania przez kilka lat, kiełkując najczęściej w 3 do 5 lat po opadnięciu z rośliny macierzystej. Długi czas kiełkowania spowodowany jest twardością łupiny nasiennej i słabym stopniem rozwoju zarodka w czasie dojrzewania szyszkojagody. Kiełkowanie jest epigeiczne. Warunkiem przetrwania młodej siewki jest rozwój na możliwie nagiej glebie i w dobrych warunkach świetlnych. Odpowiednie warunki do rozwoju młodej rośliny są kluczowe do przetrwania pierwszego roku. Duży udział pustych nasion, nieregularne kiełkowanie i duża śmiertelność siewek często powodują, zwłaszcza w warunkach niezbyt optymalnych, że z 10 tysięcy wytworzonych nasion tylko z 6 powstają roczne siewki.
SiewkaMłoda siewka ma dwa, niebieskawe liścienie, zwykle ok. dwukrotnie dłuższe niż normalne liście (15–20 mm długości, do 2 mm szerokości). Część podliścieniowa ma do 3 cm długości i jest czerwona. Kolejna para liści ma już poniżej 15 mm długości i wyrasta naprzeciwlegle, a następne ułożone są w okółkach po 4 i dopiero od 4 lub 5 roku życia w okółku znajdują się po 3 liście. System korzeniowy jest palowy – rozwija się korzeń główny z nielicznymi korzonkami bocznymi.
WzrostJałowiec pospolity należy do najwolniej rosnących roślin drzewiastych Europy Środkowej. W zależności od warunków klimatycznych przyrosty na wysokość są dość równomierne w ciągu pierwszych 20–30 lat życia i wynoszą zwykle 3–5 cm rocznie. Jednak po zapewnieniu optymalnych warunków uprawy w szkółce uzyskiwano przyrosty roczne przekraczające 10 cm i 10-letnie okazy osiągające 1,5 m wysokości. 30-letni jałowiec osiąga pierśnicę 4 cm i wysokość 2,4 m w przypadku okazów rosnących piramidalnie i kolumnowo, 50-letni ma odpowiednio 6,5 cm i 4,5 m, 70-letni – 9,5 cm i 6,5 m, 90-letni – 9,5–10 cm i 8,5 m. Wiek okazów o pokroju krzewiastym szacować można na podstawie pierśnicy głównych pędów.
Notowano przyśpieszenie wzrostu po osiągnięciu wieku 15–20 lat i jego spowolnienie po przekroczeniu 40 lat. Natomiast z badań na hiszpańskich osobnikach, z których największy miał średnicę pnia 75,8 cm, wynika, że tempo asymilacji węgla i wzrostu nie spada wraz z wiekiem. Wraz ze wzrostem szerokości geograficznej wzrost jałowca jest wolniejszy, ale też zwiększa się w tych warunkach jego długowieczność. Wraz z wiekiem zmienia się pokrój jałowca – u starszych okazów pędy rosnące wewnątrz zamierają z powodu nadmiernego ocienienia, często też pędy te zaczynają się rozpościerać i pokładać. Z powodu wielopniowego wzrostu kalkulacja wieku jałowca jest trudna. Największe odnotowane pnie tego gatunku (na początku XX wieku w Wielkiej Brytanii) miały 2 m obwodu. Szacuje się, że jałowce rosnące w najtrudniejszych warunkach na północy Skandynawii mogą mieć ponad tysiąc lat. W Polsce jako najstarszy jałowiec wskazywany jest okaz z Ostojowa koło Suchedniowa, któremu przypisywano w 1974 roku wiek około 600 lat.
Jałowiec pospolity cechuje się znaczną żywotnością i siłą odroślową. Łatwo wypuszcza młode pędy z pąków przybyszowych korzeni. Zachowuje żywotność nawet w przypadku silnego uszkodzenia pędu, odarcia kory lub złamania.
Na skrajnych siedliskach, w wyższych położeniach górskich, w klimacie suchym, jałowiec znacznie rzadziej kwitnie i zawiązuje nasiona, ale też w miejscach takich cechuje się dłuższym okresem życia.
Kwitnienie i rozsiewanieJałowiec jest zwykle rośliną dwupienną, jednak rzadko zdarzają się także okazy jednopienne.
Do kwitnienia przystępują w zależności od warunków rośliny 5–8-letnie (rosnące w miejscach nasłonecznionych) lub nastoletnie (rosnące w miejscach zacienionych). Najbardziej obficie obradzają rośliny stosunkowo młode – 20–30-letnie, podczas gdy w starszych populacjach kwitną i zawiązują nasiona nieliczne rośliny (mniej niż 10%) i mają one znacznie mniej szyszkojagód od osobników młodszych.
Zawiązki kwiatostanów męskich rozwijają się rok przed kwitnieniem, a żeńskich wiosną. Kwitnienie trwa od końca kwietnia do początku czerwca. W kwiatach żeńskich pyłek jest zatrzymywany przez lepką ciecz na szczycie zalążni. Po zapyleniu łuski owocolistków mięśnieją (od końca maja) i tworzą szyszkojagodę, która zamyka się w lipcu. W końcu sezonu wegetacyjnego rozwijająca się szyszkojagoda jest niewielka, jajowata i zielona. Dojrzewa w roku następnym (w niekorzystnych warunkach – w roku chłodnym i deszczowym – po dwóch latach) przybierając najpierw barwę czerwoną, następnie niebieską i w końcu granatowoczarną z sinym nalotem.
Wydajność tworzenia szyszkojagód i nasion jest bardzo zmienna. Na stanowiskach zacienionych powstaje zwykle do ok. 85 tys. nasion na hektar, podczas gdy przeciętnie wartości te sięgają kilkuset tysięcy w miejscach o dobrych warunkach świetlnych. Maksymalny odnotowany plon szyszkojagód z hektara wyniósł 1,47 miliona sztuk.
Diaspory jałowca rozsiewane są przez wiatr (szyszkojagody mogą być toczone po zmrożonym śniegu), grawitacyjnie oraz przez zwierzęta (zające, owce i ptaki).
Struktura płciW przypadku młodych populacji z dominacją osobników w wieku do kilkunastu lat zwykle dominują rośliny męskie, których jest ok. 2,5 raza więcej od żeńskich. Później udział płci się wyrównuje, by z czasem ponownie wzrastać na korzyść udziału roślin męskich. W populacjach w wieku niemal 100 lat okazów męskich jest od 1,5 do 2,1 raza więcej niż żeńskich, co tłumaczy się większą żywotnością okazów męskich.
FenologiaPączki liściowe rozwijają się w drugiej połowie kwietnia, po czym do lata trwa formowanie się igieł. Strobile męskie otwierają się w końcu maja i na początku czerwca, szybciej na terenach otwartych i kilka dni później w lasach. Szybciej, bo już od marca do czerwca kwitnie jałowiec w odmianie halnej. Kwitnienie trwa od 7 do 12 dni. Strobile żeńskie otwierają się później od męskich. Szyszkojagody formują się w czerwcu, a w drugiej połowie lipca osiągają 0,5 cm średnicy i stają się ciemnozielone. Zapłodnienie następuje 12–13 miesięcy po zapyleniu. Wówczas, tj. latem drugiego roku rozwoju szyszkojagody, ma ona największą masę i kolor niebiesko-czarny. Następnie szyszkojagoda traci wodę i w końcu trzeciego roku dojrzewa we wrześniu i październiku. Szyszkojagoda, w której żaden zalążek nie zostanie zapłodniony – odrzucana jest w drugim roku swego rozwoju. Nasiona dojrzewają i są gotowe do kiełkowania już w okresie marca–kwietnia.

## Genetyka
Zróżnicowanie genetyczne populacji jest na ogół znaczne, nawet w przypadku stosunkowo niewielkich populacji. Podobnie zróżnicowane są poszczególne populacje między sobą, nawet jeśli oddalone są o stosunkowo niewielką odległość. Na obszarach poddawanych silniejszej antropopresji, zwłaszcza fragmentacji (np. pozostałości wrzosowisk w Holandii), stwierdzono mniejszy przepływ genów, co uznawane jest za jedną z przyczyn zanikania jałowca w ostatnim czasie.
Liczba chromosomów 2n = 22.

## Ekologia

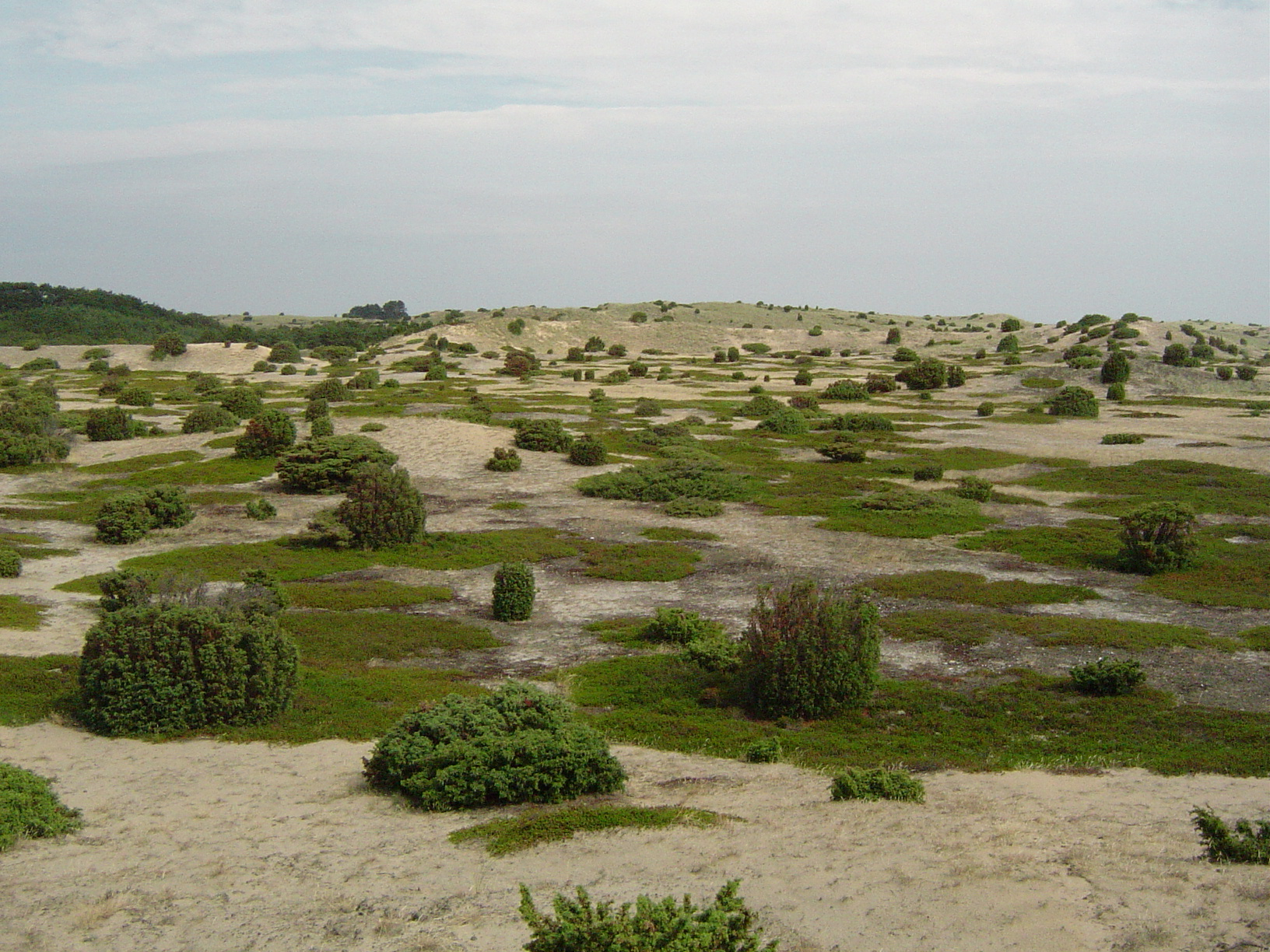
Jałowce porastające wydmy piaszczyste na duńskiej wyspie Anholt

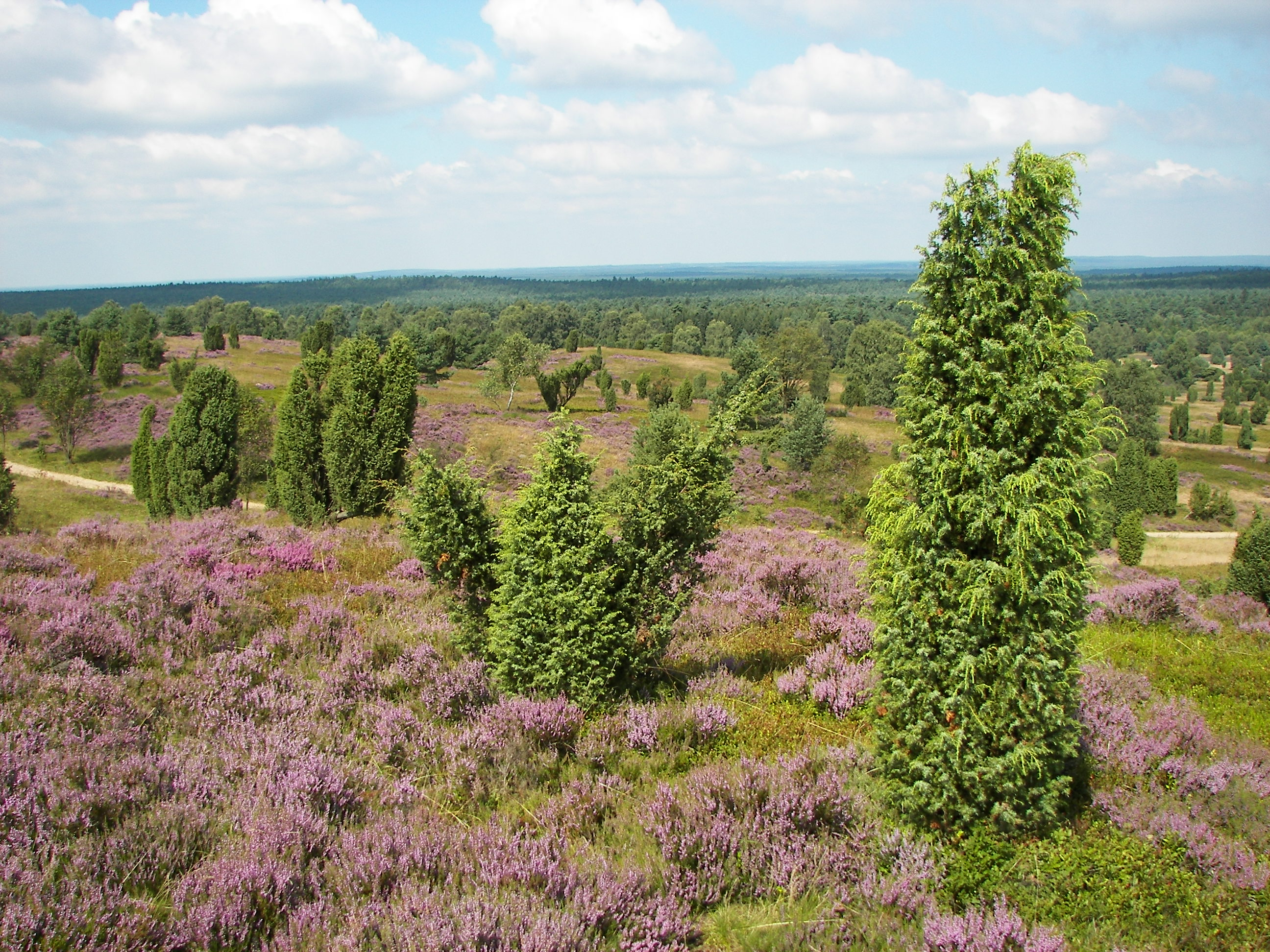
Jałowce na wrzosowiskach Pustaci Lüneburskiej

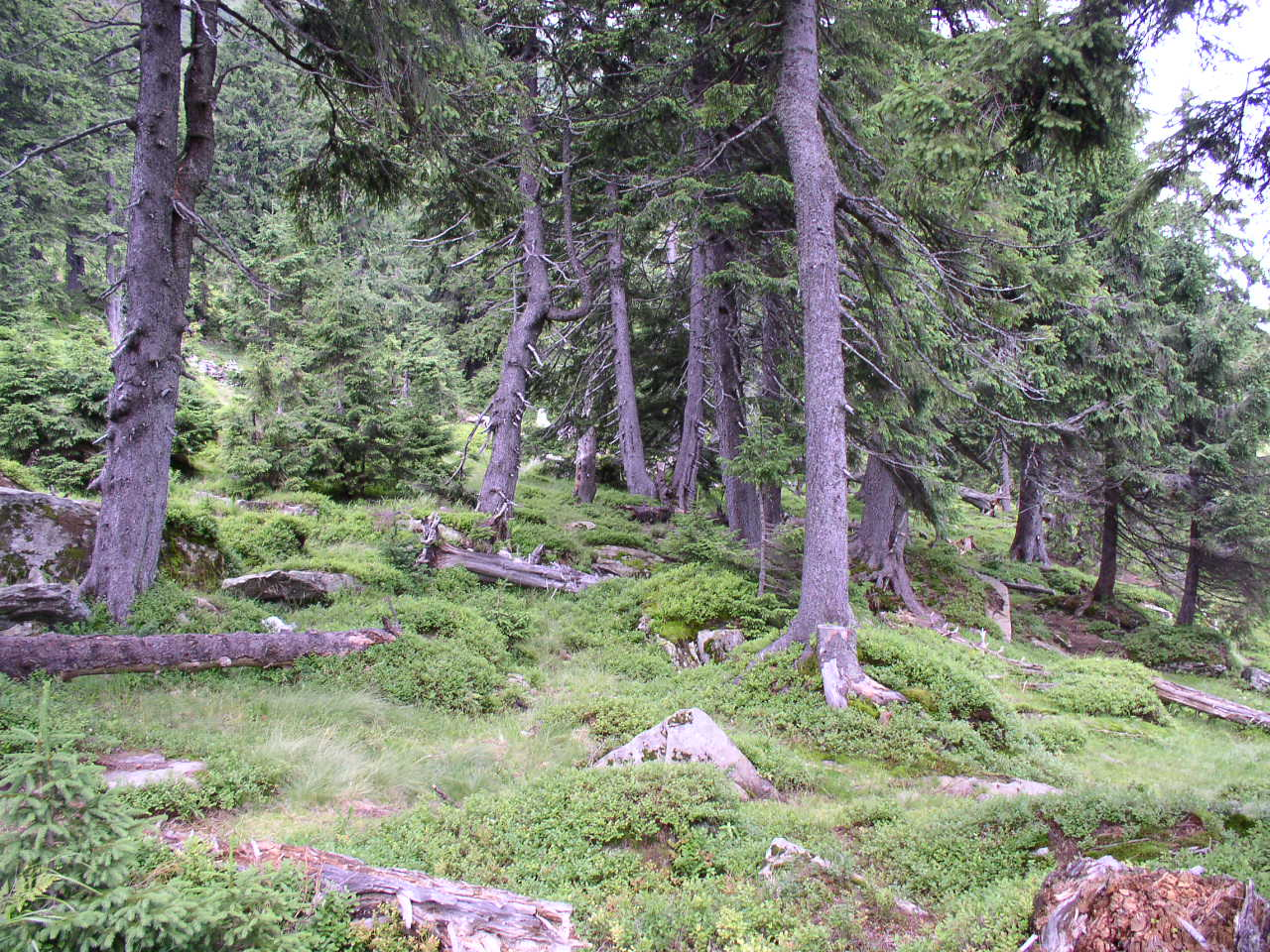
Jałowce w odmianie halnej w poszyciu górskich borów świerkowych w Karpatach

### Siedlisko
Jałowiec pospolity jest gatunkiem światłolubnym, choć potrafi się utrzymywać i rosnąć przy zacienieniu ograniczającym dostęp blisko 80% światła dziennego. Okazy żeńskie mają wyższe wymagania świetlne, a w każdym razie kwitną tylko odpowiednio oświetlone, podczas gdy rośliny męskie zakwitają, nawet rosnąc w ocienionym podszycie. Siewki wymagają jednak do rozwoju osłony przed bezpośrednim słońcem – w miejscach nieosłoniętych ginie więcej niż co trzecia z nich. Gatunek ten dobrze też znosi długotrwałą ekspozycję na wysokie promieniowanie UV-B. Na terenach odsłoniętych i silnie nasłonecznionych toleruje wahania temperatur sięgające w ciągu doby do 60 °C przy gruncie. W odniesieniu do gleb preferuje ubogie w substancje odżywcze (nawożenie gleby eliminuje jałowca), często nawapienne i piaszczyste, jak i torfowe, ale w miejscach niezalewanych lub wręcz podsychających. Toleruje szeroki zakres pH gleby i zasolenie. Jałowiec jest mrozoodporny, choć podczas mroźnych zim na dalekiej północy notowano straty listowia i rocznych szyszkojagód sięgające odpowiednio do 40 i 50% (może być uprawiany w strefach mrozoodporności od 2 do 6). Jest wrażliwy na zaleganie mokrego śniegu, mogącego powodować łamanie gałęzi i obalanie całych roślin. Jałowiec znosi niedostatki wody, choć silne i długotrwałe susze mają istotny wpływ na śmiertelność jałowców. Źle znosi stagnowanie wody, przy czym szczególnie wrażliwe są okazy męskie – o ile zazwyczaj stosunek roślin męskich do żeńskich jest wyrównany, o tyle na stanowiskach z wysokim poziomem wody okazów żeńskich stwierdzono 11 razy więcej. Jałowiec może przetrwać i odrodzić się po przejściu niewielkich pożarów (przeżywa temperatury sięgające 600 °C), ale już silniejsze go zabijają. Jałowce rosnące na wrzosowiskach nie przeżywają podczas ich wypalania. Pożary, zwłaszcza w przypadku starzejących się populacji, mogą jednak przyczynić się do ich odmłodzenia, ponieważ ułatwiają kiełkowanie młodym roślinom z obfitego zwykle glebowego banku nasion.
Jałowiec w ciągu 5–12 lat skutecznie kolonizuje porzucone pola i pastwiska na ubogich siedliskach. Uznawany jest na takich siedliskach za kluczowy gatunek pionierski inicjujący w ramach sukcesji wtórnej rozwój roślinności leśnej. Jest jednym z pierwszych gatunków kolonizujących wydmy śródlądowe oraz wysychające bagna.

### Zbiorowiska roślinne
Jałowiec w odmianie halnej rośnie na północy i w górach w zbiorowiskach karłowych wierzb i bażyny czarnej, także dębika ośmiopłatkowego i turzycy sinej oraz na wrzosowiskach. Na obszarach górskich w północnej Europie tworzy zbiorowiska zaroślowe z odmianą karpacką brzozy omszonej, z dużym udziałem szczawika zajęczego i krzewinek – wrzosu i borówek. Poza tym tworzy też niskie zarośla w górach Skandynawii z brzozą karłowatą. W Alpach jałowiec halny rośnie na torfowiskach z udziałem bagna zwyczajnego i sosny zwyczajnej i w innych zbiorowiskach zaroślowych, w tym z jarzębem nieszpułkowym i kosodrzewiną. Jest też tam gatunkiem charakterystycznym dla zespołów Rhodothamno chamaecisti-Juniperetum alpini oraz Junipero-Arctostaphyletum, a w Apeninach dla związku zespołów Daphno oleoidis-Juniperion alpinaea. Jałowiec halny w obrębie klasy borów Vaccinio-Picetea jest charakterystyczny dla zespołów Rhododendretum ferruginei, Rhododendro ferruginei-Pinetum prostratae. W górach Algierii odmiana hemisphaerica tworzy odrębny zespół Cynosuro balansae-Juniperetum hemisphericae (poza tym występuje tam pojedynczo jako komponent różnych zbiorowisk).
Odmiana typowa występuje na ubogich murawach napiaskowych, od postaci porostowych (z chrobotkami) po murawy z kostrzewą owczą i jastrzębcem kosmaczkiem. Jałowiec może być ekspansywny na ubogich pastwiskach i odłogach. Jałowiec utrzymuje się w takich zbiorowiskach mimo wkraczania z czasem drzew – osiki i sosny. Młode jałowce rosną także w przypadku konkurencji z roślinnością trawiastą. Spotykane są także w różnych zbiorowiskach wrzosowiskowych, jednak by wyrosnąć w nich, jałowiec potrzebuje mikrosiedlisk wolnych od wrzosu. Na obszarach niżowych jałowiec rośnie na ubogich, piaszczystych siedliskach w zespole Helichryso-Juniperetum w Polsce i na terenach na wschód i północ od niej oraz w zespole Dicrano-Juniperetum w Europie Zachodniej. Jest na tych terenach też składnikiem inicjalnych lasów osikowo-sosnowych i borów sosnowych.
W Europie Środkowej jałowiec pospolity nie jest charakterystyczny dla żadnego zespołu roślinnego, z wyjątkiem odmiany halnej, charakterystycznej dla związku zespołów Rhododendro–Vaccinienion.
W Ameryce Północnej jałowiec ten rośnie w różnorodnych zbiorowiskach krzewinkowych i trawiasto-turzycowych na dalekiej północy i w górach oraz w licznych zbiorowiskach leśnych z dominacją takich gatunków jak: sosna żółta, wydmowa, giętka, oścista, Pinus albicaulis, daglezja zielona, jodła kalifornijska, świerk Engelmanna, biały, kłujący, topola osikowa i jodła górska.

### Relacje międzygatunkowe

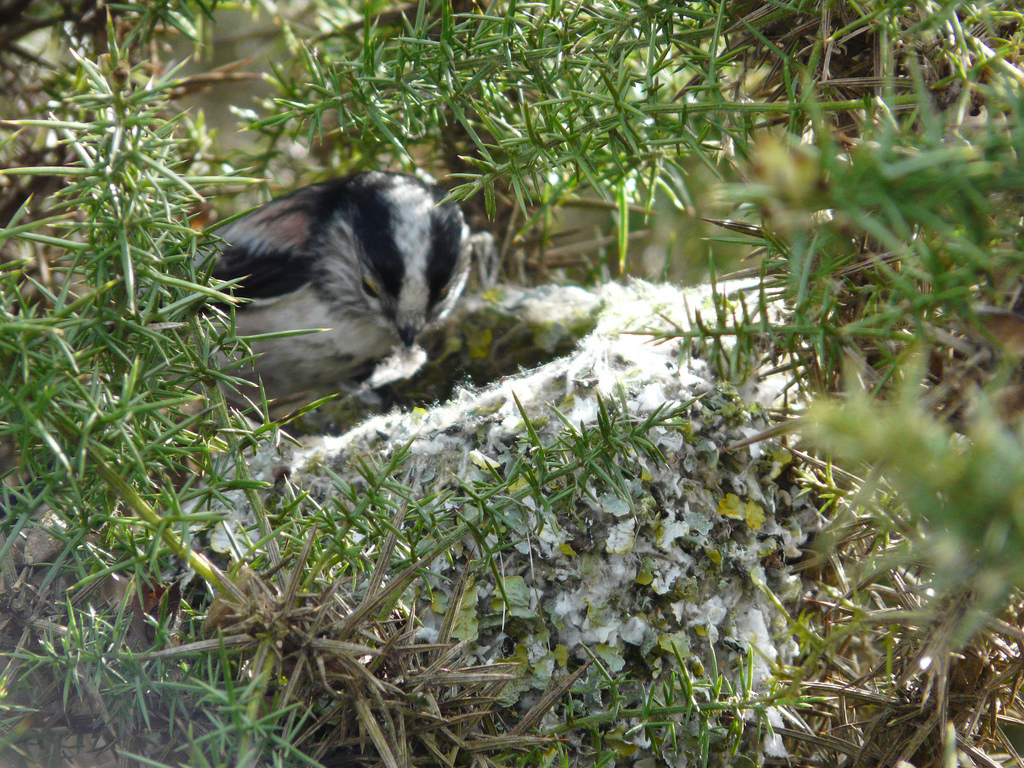
Jałowiec stanowi miejsce gniazdowania wielu gatunków, np. raniuszka

Jałowiec pełni istotną funkcję biocenotyczną, zwłaszcza na najuboższych siedliskach, gdzie jest często jedynym gatunkiem krzewiastym, w lasach jest gatunkiem podszytowym. Często stanowi miejsce zakładania gniazd przez wiele gatunków ptaków śpiewających. Także króliki chętnie kryją się i kopią nory w kępach jałowców. Obecność jałowca jest kluczowa na ubogich siedliskach borowych dla bytowania licznych owadów i pajęczaków związanych z zaroślami tego gatunku.
Kolonizując tereny nieleśne stanowi roślinę osłonową dla wkraczania kolejnych gatunków drzew, w tym na terenie Wysp Brytyjskich m.in. cisa pospolitego i jarzębiny, we Francji – dębu omszonego. Na otwartych murawach krzewy jałowca sprzyjają powstawaniu mikrosiedlisk zajmowanych przez porosty i mchy naziemne, a naga gleba u nasady krzewów sprzyja wkraczaniu jednorocznych roślin napiaskowych. Z kolei w trudnych warunkach górskich w obszarze śródziemnomorskim zarejestrowano wyraźnie korzystny wpływ obecności jałowca sabińskiego dla tworzenia mikrosiedlisk optymalnych dla rozwoju siewek jałowca pospolitego (rozwijają się niemal wyłącznie pod jego okapem).
Jałowiec pospolity nie toleruje konkurencji liściastych drzew i krzewów silnie zacieniających otoczenie.
RoślinożercyZwierzyna płowa, konie, bydło i owce niezbyt chętnie żywią się jałowcem – wysokie stężenie monoterpenów jest dla zwierząt szkodliwe. Zwłaszcza w przypadku koni, bydła i kóz spożywanie pędów jałowca prowadzić może do chorób, poronień, a nawet padnięć zwierząt. W przypadku jednak ograniczonej dostępności innych źródeł pożywienia jałowiec jest zgryzany, co wpływać może istotnie na kształt krzewów. Króliki, w przypadku dużego zagęszczenia populacji, także potrafią znacząco wpływać na stan jałowców, zgryzając ich korę. Presja roślinożerców (poza ww. także ślimaków i gryzoni) może istotnie wpływać na przeżywalność zwłaszcza młodych roślin i siewek. Gryzonie wyjadają także nasiona jałowca, w przypadku licznego występowania praktycznie eliminując możliwość rozmnażania generatywnego. Z kolei stwierdzono korzystne oddziaływanie wypasu bydła na kiełkowanie i utrzymywanie się młodych roślin.
Szyszkojagody jałowca są ulubionym pokarmem kwiczołów i jemiołuszek. W Europie często żerują na nich poza tym także: paszkot, kos, drozd śpiewak i obrożny. Mniejszymi szyszkojagodami żywią się: rudzik, kukułka zwyczajna i czubatka europejska. Spożywane są też przez gryzonie, zwłaszcza mysz zaroślową. W Ameryce Północnej szyszkojagodami karmi się sikora jasnoskrzydła i drozd wędrowny.

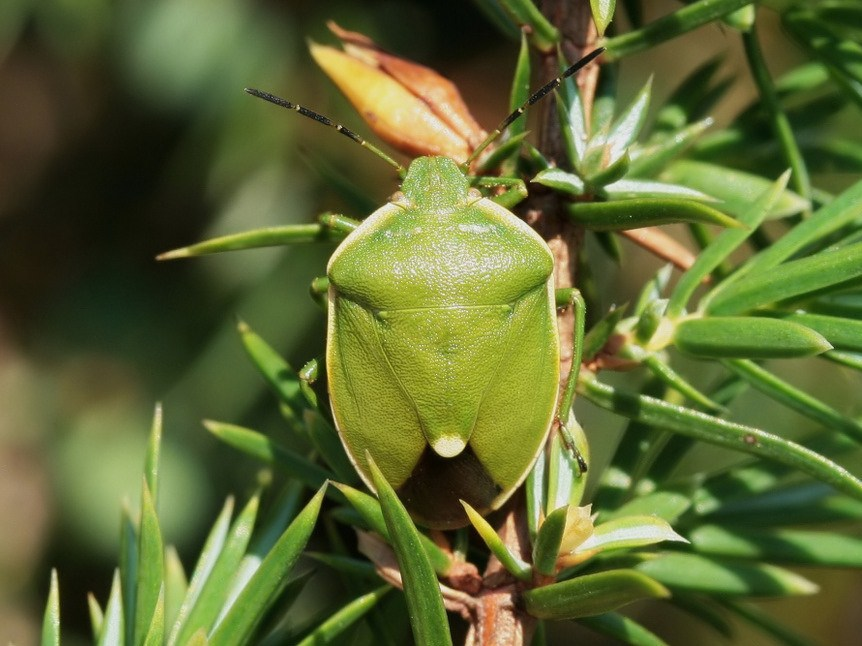
Monofag jałowca – pluskwiak Chlorochroa juniperina

Szkodniki owadzie i inne bezkręgowceJałowiec w Europie Środkowej jest rzadko atakowany przez szkodniki owadzie, jeśli już to zwykle okazy występujące w podszycie leśnym. Wyłącznie z jałowcem związany jest znamionek jałowcowy (Megastigmus kuntzei), którego larwa żeruje na nasionach tego gatunku oraz Dichomeris marginella. Z pluskwiaków różnoskrzydłych z jałowcem związane są Cyphostethus tristriatus i selednica jałowcowa (Chlorochroa juniperina). W szyszkojagodach żeruje poza tym selednica jałowcowata (Pitedia juniperina), Carulaspis juniperi i w Europie południowo-zachodniej Megastigmus bipunctatus. Igłami żywią się larwy kłystka (Ellopia prosapiaria), pomierników (Scotopteryx sp.) i Eupithecia sp., szczotecznica szarawka (Calliteara pudibunda), brudnica mniszka (Lymantria monacha) i zwójka sosnóweczka (Rhyacionia buoliana). W wyniku żerowania w pąkach wyrośla tworzą larwy z rodzajów Schmidtiella i Oligotrophus. W pędach rozwijają się poza tym larwy m.in. przeziernika osowca (Sesia apiformis), Argyresthia arceuthina, Lobesia permixtana i Laspeyresia duplicana. W Ameryce Północnej na jałowcu żerują larwy Thyridopteryx ephemeraeformis (rodzina koszówkowate), roztocze z gatunku Oligonychus ununguis. Niektóre odmiany uprawne są wrażliwe na nicienie z rodzaju Pratylenchus sp.
MikoryzaU jałowca pospolitego dominuje symbioza w formie endomikoryzy, w której stwierdzono takie gatunki grzybów jak: Acaulospora lacunosa, A. paulinae, Glomus deserticola, G. constrictum, G. dominikii, Scutellospora dipurpurascens i S. fuegianum. Rzadziej stwierdzana jest ektomikoryza z udziałem takich gatunków jak: maślak zwyczajny, podgrzybek brunatny, muchomor narcyzowy, muchomor czerwony i jeleniak myszaty. W sumie wspólnie z jałowcem stwierdzono współwystępowanie ok. 140 gatunków grzybów (dla poznania relacji między grzybami i jałowcem pospolitym istotny wkład wnieśli Polacy – Tadeusz Dominik i Janusz Błaszkowski).

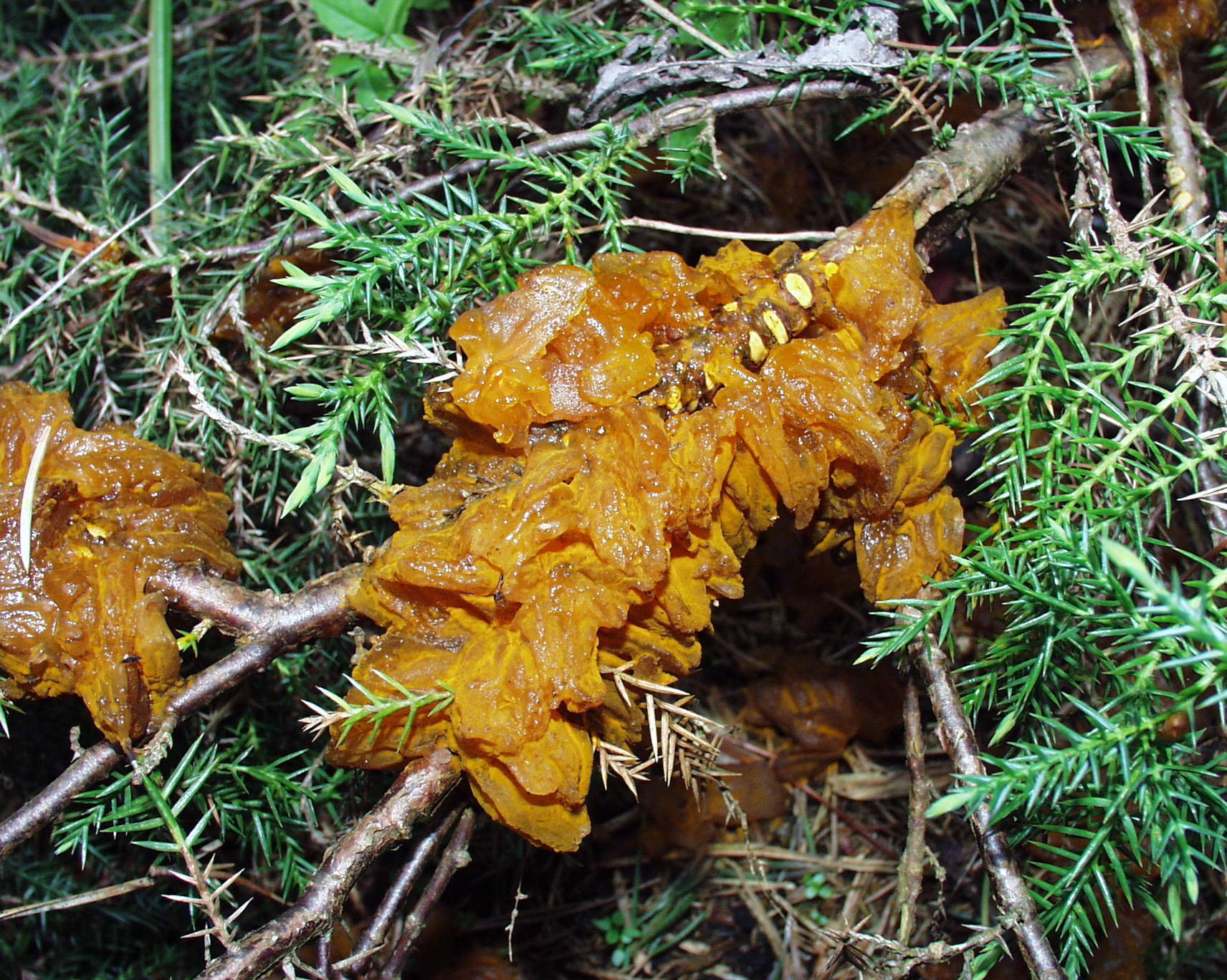
Gymnosporangium clavariiforme na jałowcu

Infekcje grzyboweW Europie Środkowej są trzy gatunki grzybów powodujące istotne straty w populacjach jałowca, w tym jeden gatunek występujący wyłącznie na jałowcu pospolitym – Clasterosporium glomerulosum. Powoduje brunatnienie i opadanie igieł. Dwa inne szczególnie szkodliwe gatunki powodują zgniliznę drewna – białą w przypadku infekcji opieńką miodową i ciemną w przypadku korzeniowca sosnowego. Średnie znaczenie mają pasożyty z rzędu rdzowców – rdza głogowo-jałowcowa, rdza jarzębinowo-jałowcowa i rdza jabłoniowo-jałowcowa. Jałowce porażane są m.in. przez różne gatunki nagoci Gymnosporangium, wywołujące rdze u roślin z rodziny różowatych. U jałowca powodują one rozwijanie się na pędach galaretowatych teliów (przy wilgotnej pogodzie) oraz gorszy wzrost i czasami staśmienie pędów. Do gatunków atakujących jałowca pospolitego należą:  nagoć goździeńcowata, trzęsakowata, rożkowata. Do niegroźnych, ale spotykanych na jałowcu pasożytów należą poza tym gatunki: osutka jałowcowa, Ceratostoma juniperinum i Hendersonia foliicola.

## Systematyka i zmienność

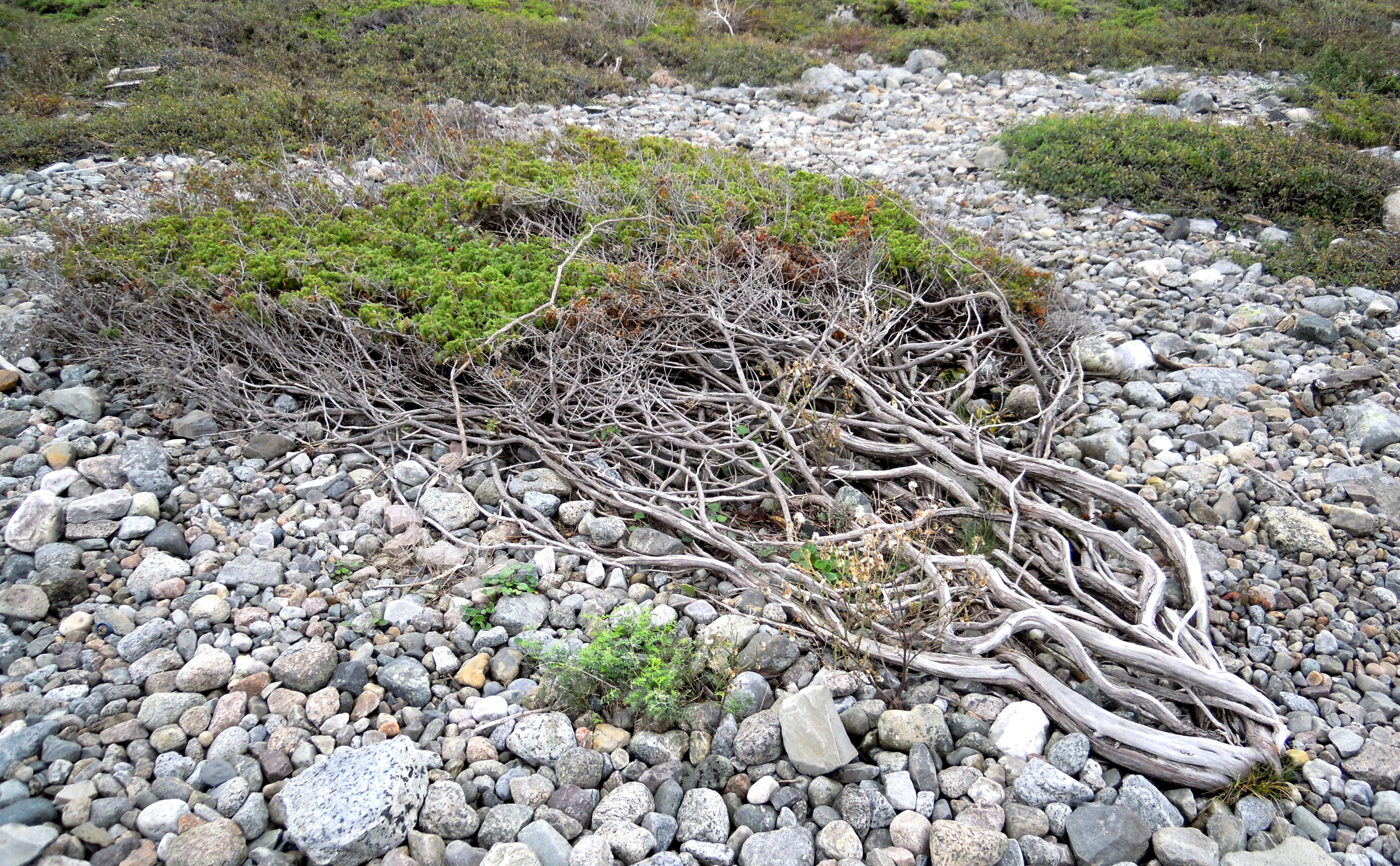
Jałowiec halny (var. saxatilis) w Norwegii

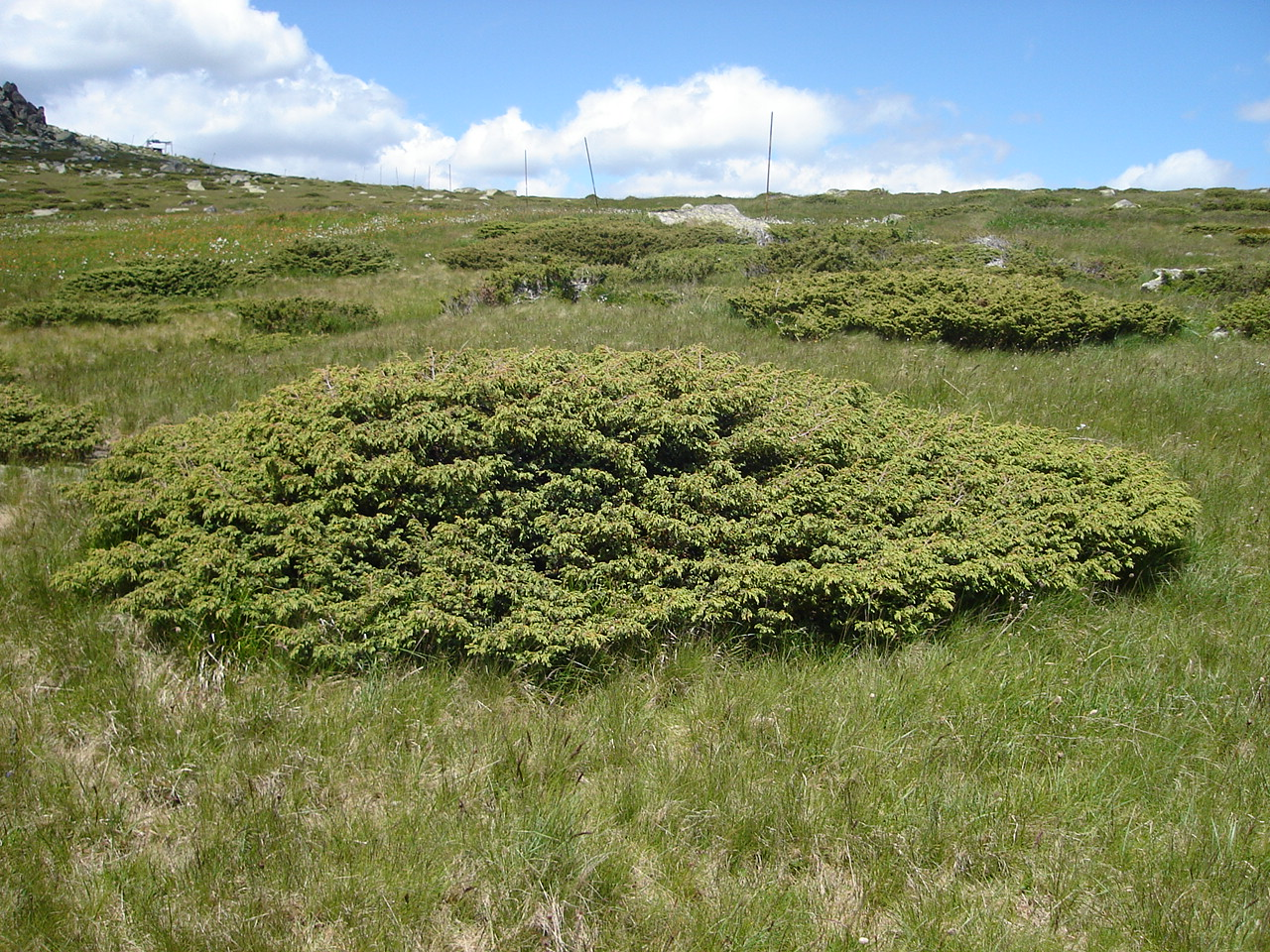
Jałowiec halny (var. saxatilis) w górach Witoszy

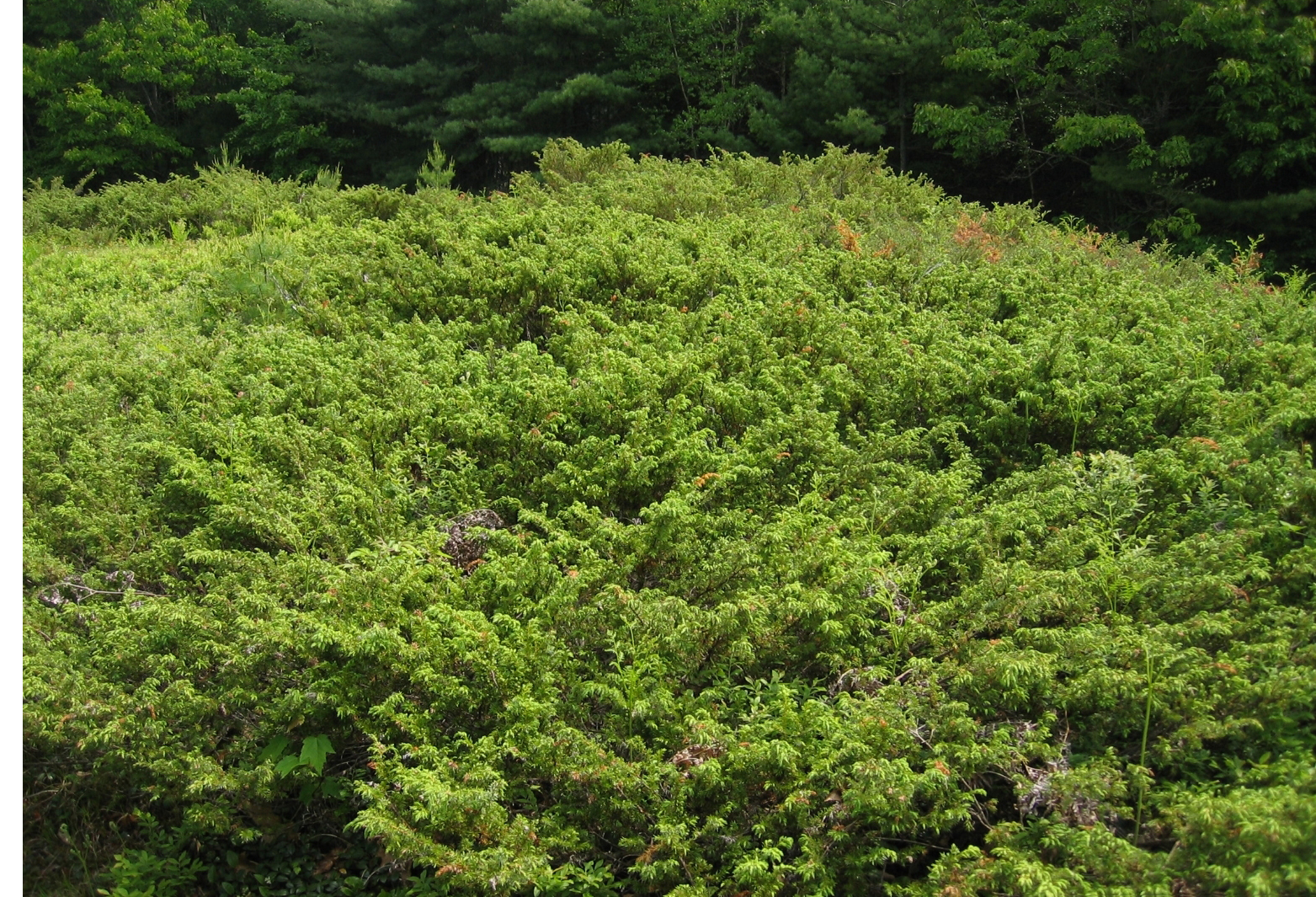
Odmiana depressa w stanie Maine (USA)

Gatunek Juniperus communis należy do sekcji Juniperus, będącej jedną z trzech w obrębie rodzaju Juniperus. Z 10 należących do tej sekcji gatunków tylko J. communis jest rozpowszechniony na wszystkich kontynentach północnej półkuli – pozostałe gatunki występują w obszarze śródziemnomorskim lub we wschodniej Azji. Najbliżej spokrewnionym gatunkiem (siostrzanym) dla jałowca pospolitego jest jałowiec sztywny (j. nadbrzeżny) J. rigida (syn. J. conferta).

### Odmiany i podgatunki

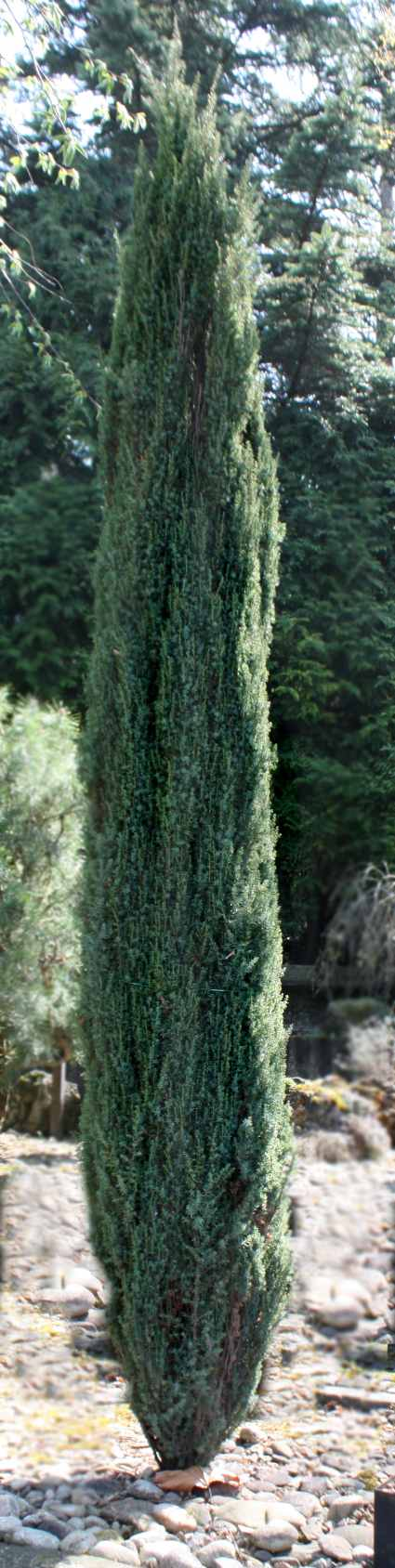
Odmiana kolumnowa

Jałowiec pospolity jest gatunkiem bardzo zmiennym. Taksony wewnątrzgatunkowe wyodrębniane są na podstawie cech niezbyt wybitnych i nierzadko występują rośliny trudne do klasyfikacji, o cechach pośrednich. Dlatego zaproponowano obniżenie rangi systematycznej czterem tradycyjnie wyróżnianym podgatunkom i wyróżnienie w obrębie tego gatunku tylko odmian, których w sumie opisano ok. 30. Klasyfikacja taksonów wewnątrzgatunkowych wciąż jest modyfikowana, wymaga dalszych badań i zmian.
Dwa krańce zmienności gatunku reprezentują rośliny opisane jako odmiany communis i saxatilis (według innych ujęć – odpowiednio podgatunki: ssp. communis i ssp. nana). Pośredni charakter mają podgatunki (ew. odmiany): ssp. lub var. depressa i ssp. lub var. hemispherica. Nawet między najbardziej morfologicznie odmiennymi taksonami nie stwierdzono istotnych różnic genetycznych (także w chloroplastowym DNA), fitochemicznych (mają identyczne woski kutikularne, alkany i terpeny) oraz anatomicznych (budowa drewna jest nieco odmienna jednak bez cech wyraźnie swoistych). Niektórzy autorzy nie wyróżniają zarówno ani w randze podgatunku, ani odmiany hemispherica i kaukaskiej oblonga. Badania molekularne wskazują na bliskie lub odległe pokrewieństwo jałowców z różnych obszarów niezależne od tradycyjnych podziałów na podtaksony. Przykładowo europejskie populacje odmiany saxatilis są bliżej spokrewnione z tutejszą odmianą communis niż z podobnymi sobie przedstawicielami odmiany saxatilis z Kamczatki.
Odmiany (w niektórych ujęciach podgatunki)
- var. communis (synonimy: ssp. communis; ssp. eu-communis Syme; var. arborescens Gaud.; var. montana Nielr. non-Ait.; var. vulgaris Ait.)

Odmiana lub podgatunek typowy. Krzew lub drzewo, jeśli płożące to wyraźnie z powodu wpływu warunków ekologicznych. Liście osiągają długość od 8 do 20 mm i szerokość do 1,5 mm. Stopniowo zwężają się ku szczytowi. Rozmieszczone są w luźnych okółkach i odstają niemal pod kątem prostym względem pędu. W efekcie pędy są bardzo kłujące. Pąki okryte są liśćmi łuskowatymi. Szyszkojagody są niemal kuliste i zawierają zwykle tylko pojedyncze nasiono. Zasięg tego taksonu obejmuje rozległe obszary Europy, północną część Azji Mniejszej i rejon Kaukazu oraz północną Rosję sięgając na wschodzie po Syberię środkową.
- var. saxatilis Pall. (syn.: ssp. nana (Hook.) Syme; ssp. nana (Willd.) Syme; ssp. alpina Celak.; var. montana Ait.; J. alpina (Sm.) S.F. Gray; J. densa Gord.; J. nana Willd.; J. pygmaea K. Koch; J. sibirica Burgsdf.; J. vulgaris Kohler nom. Nud.)

Tzw. jałowiec pospolity halny. Niski, płożący krzew, zwykle nie przekraczający 10 cm wysokości (maksymalnie do 50–70 cm). Liście gęsto ułożone na pędzie, przyciśnięte do niego lub nieco odstające, o podobnej szerokości jak u podgatunku typowego, ale o połowę krótsze (zwykle od 4 do 12 mm długości). Na końcu nagle zbiegające i zaostrzone, nieco zgięte. Poszczególne okółki znajdują się blisko siebie – nie więcej jak 3 mm jeden od drugiego. Pąki są spiczastojajowate, a ich łuski igłowate. Szyszkojagody zwykle dłuższe niż szersze, zawierają do 3 nasion. Jasne pasmo aparatów szparkowych jest co najmniej dwa razy szersze od wąskiego, zielonego brzegu blaszki liściowej. Występuje na torfowiskach i skałach na obszarach górskich w Europie, w górach Azji środkowej oraz na dalekiej północy Europy i Azji. W Polsce rośnie w Karkonoszach, Masywie Śnieżnika, Beskidzie Żywieckim, Tatrach i Bieszczadach. Poza tym jako relikt glacjalny bywa notowany na torfowiskach na obszarach nizinnych, np. w Polsce podawany był z okolic Ełku i z Bielawskiego Błota koło Pucka (stanowiska te są uznawane za wątpliwe).
- var. hemisphaerica (J. & C. Presl) Parl. (syn. ssp. hemisphaerica (J. & C. Presl) Nyman; ssp. depressa Steven).

Niski, gęsty krzew o gęsto ułożonych liściach, które są długie jak u podgatunku typowego i nieco szersze (do 2 mm), na szczycie nagle zaostrzone. Pojedynczy, biały pasek aparatów szparkowych jest szerszy od zielonego brzegu liścia. Występuje w górach Europy południowej i w północno-zachodniej Afryce oraz na atlantyckich wybrzeżach Europy.
- var. depressa Pursh (syn.: ssp. depressa (Pursh) Franco).

Występuje w północnej części Ameryki Północnej; na rozległych obszarach Kanady i Alaski, w północno-wschodniej części USA i na terenach górskich w zachodniej części USA. Szeroko rosnący krzew o wysokości do 1 m i lekko wznoszących się gałęziach. Igły ma szersze i krótsze niż forma typowa. Jasne pasmo aparatów szparkowych po spodniej stronie igieł jest podobnej szerokości jak ich zielony brzeg. W szyszkojagodach o średnicy krótszej od igieł znajdują się zwykle 3 nasiona.
- var. megistocarpa Fernald & H. St. John.

Odmiana spotykana na pojedynczych stanowiskach w północno-wschodniej części Ameryki Północnej (Nowa Szkocja, Nowa Fundlandia, Quebec). Są to krzewy płożące, wyróżniające się okazałymi szyszkojagodami, o średnicy dłuższej od igieł, osiągającej 9–13 mm. Odmiana ta uznawana jest za najbardziej wybitną w obrębie gatunku.
- var. charlottensis R.P. Adams

Odmiana specyficzna dla torfowisk mszarnych wybrzeży zachodniej Kanady. Krzewy rozpostarte i płożące do 0,5 m wysokości. Sine pasma aparatów szparkowych na liściach dwa razy szersze od zielonych brzegów.
- var. kamchatkensis R.P. Adams

Występuje na Kamczatce, na terenach skalistych w towarzystwie wierzb, osiki i brzozy Betula platyphylla. Takson podobny do var. saxatilis Pall. jednak pasek aparatów szparkowych tylko 1–1,5 raza tak szeroki jak zielony brzeg liścia. Dojrzałe szyszkojagody są czerwono-niebieskie.
- var. kelleyi R.P. Adams

Dawniej północnoamerykańskie jałowce klasyfikowane jako var. saxatilis Pall. Występują na terenach skalistych na obszarze od Alaski poprzez zachodnią Kanadę, po północno-zachodnie USA, z wyspowymi stanowiskami w Kalifornii. Niskie krzewy do 0,5 m wysokości. Igły od 4 do 10 mm długości i 2 mm szerokości. Sine pasmo aparatów szparkowych na liściach ok. dwa razy szersze od zielonych brzegów.
- var. nipponica (Maxim.) E.H. Wilson (syn. J. nipponica Maxim., J. rigida Siebold & Zucc. subsp. nipponica)

Odmiana spotykana na Wyspach Japońskich, w południowym Sachalinie i na południowym krańcu Kamczatki. Krzewy płożące się, igły wąskie (do 1,2 mm szerokości) z bardzo wąskim jasnym pasmem aparatów szparkowych (do połowy szerokości zielonego brzegu liścia).

### Odmiany uprawne
Znanych jest ponad 50 odmian uprawnych różniących się pokrojem (kolumnowy, płożący), zwartością, kolorem, długością i ułożeniem liści:
Liście żółto zabarwione:
- 'Aurea' – młode przyrosty zabarwione początkowo na żółto, potem zielone. Odmiana o nieznanym pochodzeniu i oceniana jako mało wartościowa. Jest rzadko uprawiana i zwykle jej nazwa jest używana błędnie w odniesieniu do innych odmian o wyraźniej i dłużej zabarwionych liściach.
- 'Depressa Aurea' – odmiana o wysokości do 0,5 m i średnicy krzewu dochodzącej do około 2 m, gałęzie są horyzontalnie rozpostarte, ale nie przylegają do ziemi. Na wiosnę przybiera złocisto-żółte barwy, natomiast zimą i jesienią brązowo-żółte.

Pokrój kolumnowy:
- 'Arnold' – kolumnowa, bardzo zwarta, wolno rosnąca.
- 'Bruns' – pokrój kolumnowy, ale luźny, liście niebieskawe. Odmiana znaleziona w Szwecji i rozpowszechniona w uprawie około połowy XX wieku. Odporna na rdzę, ale rzadko uprawiana. Rośnie dość szybko.
- 'Compressa' – kolumnowa odmiana karłowa, zwykle do ok. 1 m wysokości (rośnie bardzo wolno), krzew ostro zakończony na szczycie, gęsty i wąski. Igły drobne – ok. 3–5 mm długości. Odmiana rzadko spotykana, wrażliwa na niekorzystne warunki i patogeny.
- 'Hibernica' – bardzo zwarta odmiana kolumnowa o wysokości do 9 m. Wszystkie gałęzie pionowo wzniesione, igły krótkie – do 8 mm długości, z obu stron niebieskawozielone.
- 'Meyer' – silnie rosnąca odmiana kolumnowa (po 10 latach osiąga 3 m wysokości).
- 'Sentinel' – bardzo wolno rosnąca odmiana wąskokolumnowa.
- 'Suecica' – odmiana szerokokolumnowa, o końcach gałązek nieco odstających i przewisających. Igły długie – 10–14 mm.

Pokrój piramidalny:
- 'Cracovia' – główne pędy wyprostowane, boczne odstające, pokrój gęsty i tylko na szczycie rozluźniony. Odmiana znaleziona w pierwszej połowie XIX wieku koło Krakowa i stąd wywieziona na zachód Europy, gdzie była rozpowszechniana w szkółkach. W Polsce rzadko spotykana.

Pokrój płożący
- 'Anna Maria' – odmiana polska, bardzo wolno rosnąca – po 10 latach osiąga 0,3 m wysokości i 0,4 m średnicy krzewu.
- 'Green Carpet' – bardzo niska odmiana płożąca (ściśle przylega do ziemi – nie przekracza 0,1 m wysokości), igły zielone.
- 'Greenmantle' – jak 'Green Carpet', ale nieco mocniej rośnie (po 10 latach do 0,2 m wysokości i rozpościera się na powierzchni o średnicy 2 m).
- 'Hornibrookii' – osiąga do 0,5 m wysokości, rozgałęzia się nieregularnie, igły ma luźne, odstające i krótkie – zwykle do 6 mm długości.
- 'Repanda' – rozgałęzia się regularnie, igły do 8 mm długości wygięte są do przodu.

Pokrój płaczący
- 'Horstmann' – forma przewisająca, długie pędy rozpostarte są na boki, natomiast gałązki boczne swobodnie zwisają w dół.

Cechy mieszane
- 'Gold Cone' – odmiana o wyraźnym pokroju kolumnowym (podobna do 'Hibernica') i igłach złocisto-żółtych.
- 'Schneverdinger Goldmachangel' – odmiana kolumnowa, silnie rosnąca, z wieloma przewodnikami, igły na młodych przyrostach żółtawe.
- 'Spotty Spreader' – odmiana płożąca o igłach zielonych, miejscami białych.

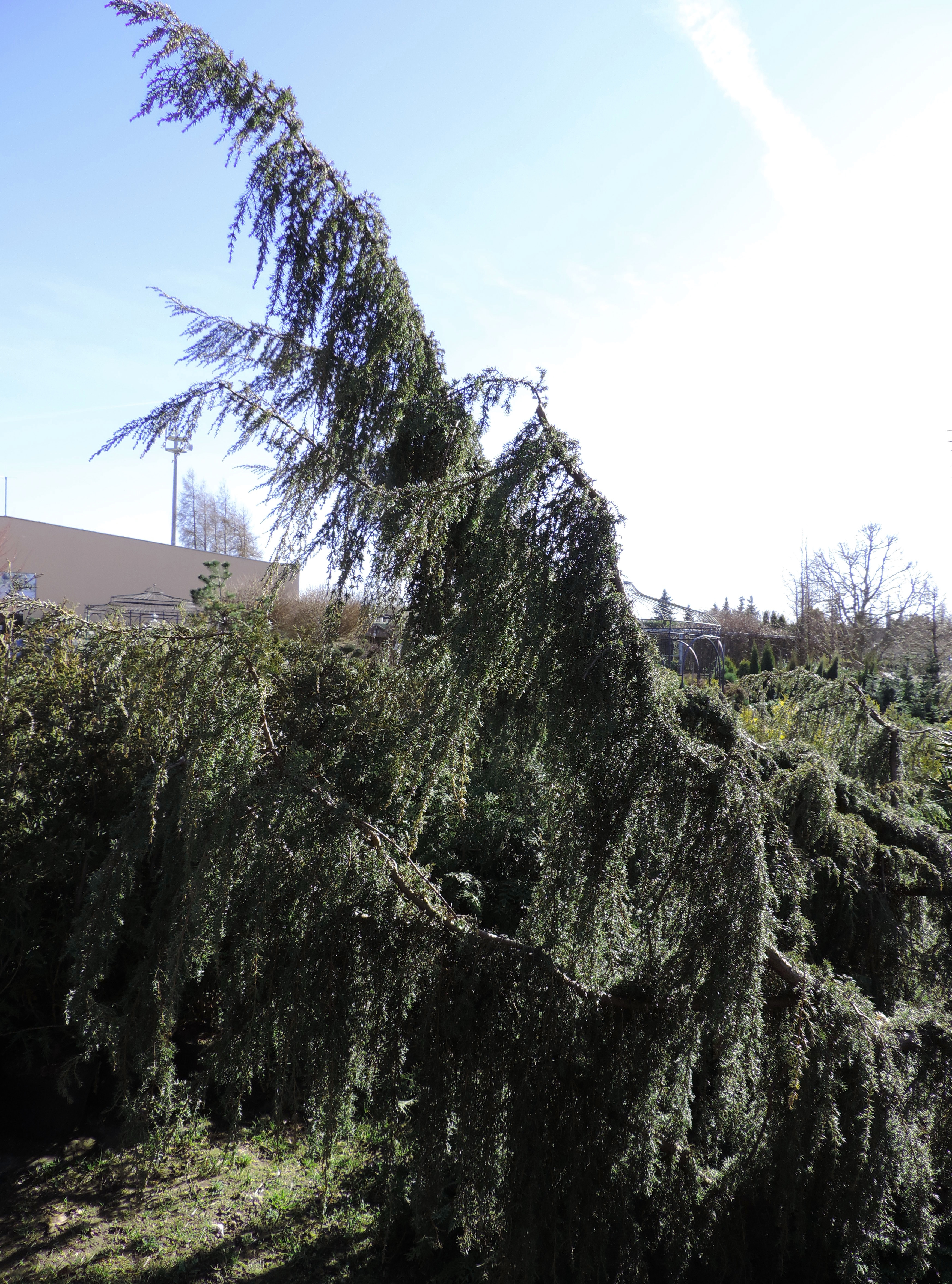
Odmiana 'Horstmann'
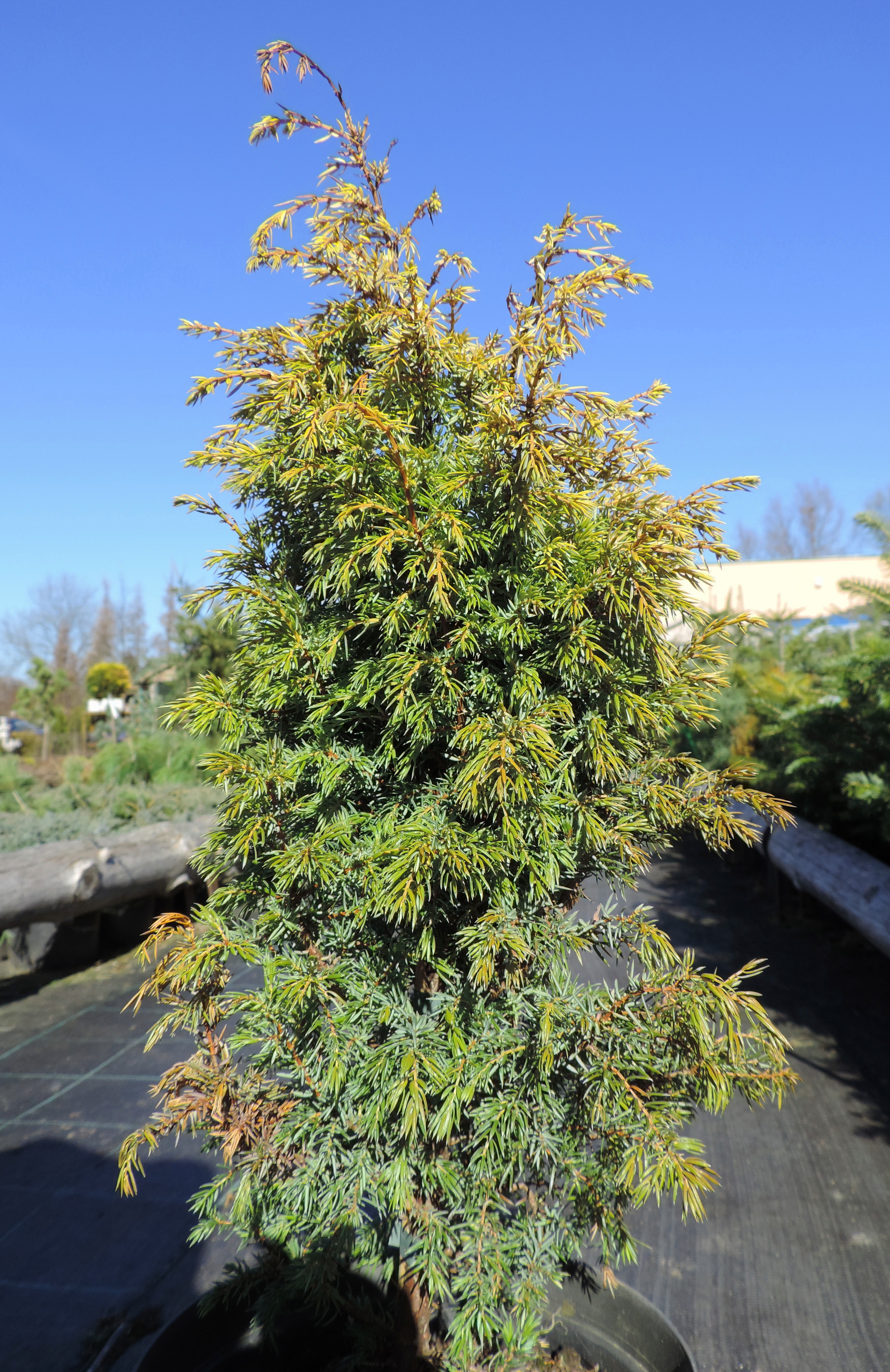
Odmiana 'Suecica Aurea'
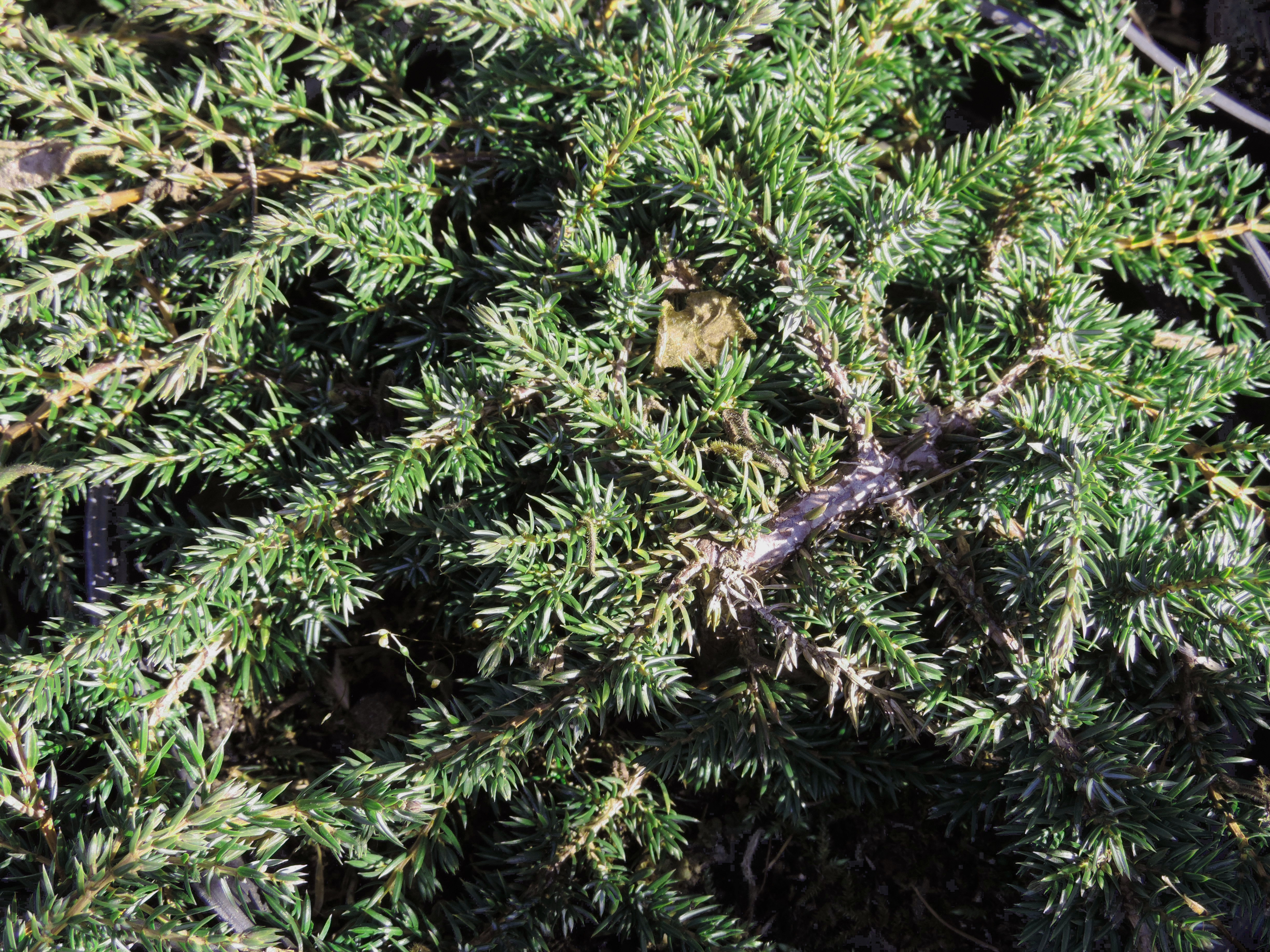
Odmiana 'Green Carpet'
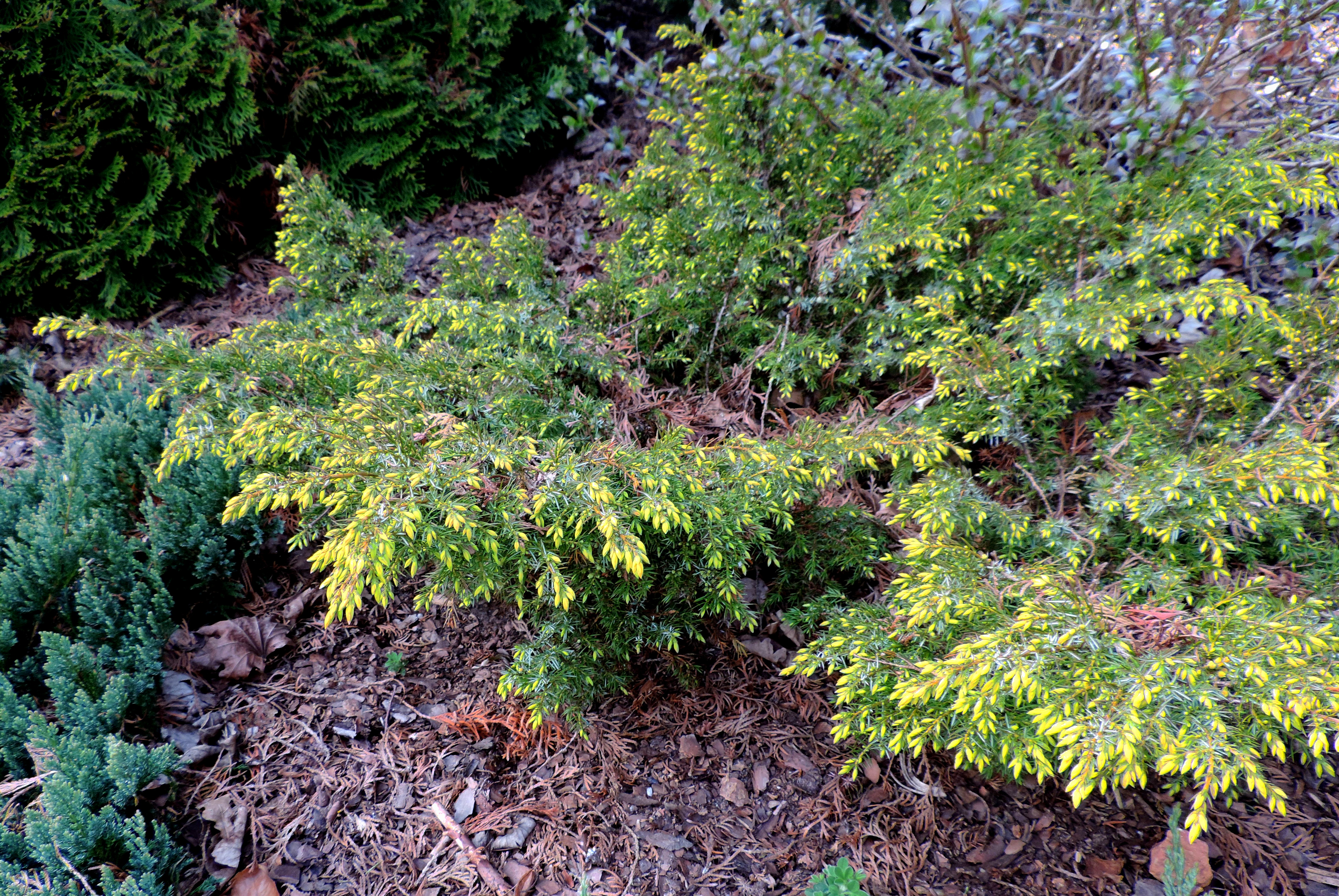
Odmiana 'Depressa Aurea'

### Mieszańce
Prawdopodobieństwo powstawania mieszańców międzygatunkowych w obszarach nakładania się zasięgów różnych jałowców jest oceniane jako znaczne. Niemniej jednak nie są one rozpoznawane. Jedyny dotychczas znany mieszaniec udokumentowany został na Węgrzech w 1886 roku i była to hybryda z jałowcem sabińskim (J. sabina) opisana jako J. × kanitzii Csato.

## Historia
Szczątki kopalne reprezentujące taksony z sekcji Juniperus znane są wyłącznie z Europy i basenu Morza Śródziemnego, gdzie występują w warstwach od środkowego miocenu. Na podstawie zegara molekularnego rozdzielenie sekcji Juniperus i Caryocedrus datowane jest na okres 49,1–29,9 mln lat temu. W obrębie sekcji Juniperus 17,5–4,7 mln lat temu wyodrębniły się jałowce o niebieskich szyszkojagodach. W obrębie gatunku J. communis podział na linie rozwojowe Starego Świata i północnoamerykańskie nastąpił 4,6–0,3 mln lat temu. Po zakończeniu plejstocenu z ostoi na obszarach wolnych od zlodowaceń nastąpiła rekolonizacja obszaru okołobiegunowego. Podczas zlodowacenia północnopolskiego (w Ameryce Północnej zwanego Wisconsin) amerykańskimi refugiami gatunku były prawdopodobnie południowe Appalachy i Góry Skaliste, pasmo Sierra Nevada i centralna Alaska. W Europie przy brakach śladów kopalnych, na podstawie badań molekularnych nad DNA przypuszcza się, że jałowiec pospolity najprawdopodobniej utrzymał się podczas ostatniego zlodowacenia na przedpolach lądolodu, w tym także w Europie Środkowej. Słaba obecność pyłku jałowca znana jest sprzed 13 tys. lat z wielu miejsc na kontynencie, ale wyraźnie wysoki (ponad 50%) jest jego udział w zapisie palinologicznym z rejonu Alp i Wysp Brytyjskich. Około 12 tysięcy lat temu jałowiec rozprzestrzenił się w kierunku wschodnim, zwiększając udział w Europie Środkowej. Także Islandia i Grenlandia zostały skolonizowane przez jałowce pospolite pochodzące z euroazjatyckiej grupy zasięgowej. W młodszym dryasie (ok. 10,5 tys. lat temu) wyraźnie zwiększył się udział jałowca w pokrywie roślinnej, zwłaszcza Polski północnej, co wiązane jest z okresowym ochłodzeniem klimatu. Wraz z początkiem holocenu ok. 10 tys. lat temu nastąpił spadek roli jałowca w krajobrazie współczesnych ziem polskich i dopiero w ciągu minionego tysiąca lat jego udział znów rośnie, co wiązane jest z oddziaływaniem człowieka – wylesieniami oraz powstawaniem ubogich pastwisk i odłogów.

## Nazewnictwo
Jałowiec pospolity nosi wiele nazw ludowych i regionalnych. W gwarze warmińskiej i mazurskiej oraz przez Kaszubów określany jest mianem „kadyk” (szyszkojagody zwane są „kadykowymi jagodami”), co jest wywodzone od pruskiego kadegis (w estońskim kadakas). Na Kaszubach określany jest też mianem jiglëna, jałówc i jałówz, na Pomorzu zwano go brzewik, na Wileńszczyźnie jadłowiec. Poza tym w Polsce używano nazw: cedr, jagłowiec, jelowiec, jałycie, jiglena, jiglina, jałowić i jodłowiec. W licznych dokumentach pisanych od XVI wieku dominuje jednak nazwa jałowiec. Dwuczłonowa nazwa przyjęta później dla określenia tego tylko gatunku pojawiła się po raz pierwszy w pracy Szymona Pisulewskiego z 1841 pt. Gromady przyrodzone królestwa roślinnego, podczas gdy zwyczajowa nazwa gatunku odniesiona została do całego rodzaju Juniperus. Nazwa polska wywodzić się ma od lichych, czyli jałowych nieużytków i pastwisk, na których jałowiec często rośnie.
Nazwa naukowa ustalona została przez Karola Linneusza w 1753 roku i opublikowana w Species Plantarum. Wcześniej gatunek ten opisywany był jako Juniperus baccifera, J. minor, J. montana, J. vulgaris, J. foliis sessilibus. Nazwa rodzajowa Juniperus pochodzi od rzymskiej nazwy jałowca sabińskiego używanego jako środek poronny (łac. iuvenis = młoda kobieta, parere = rodzić). Nazwa gatunkowa communis oznacza powszechny, pospolity, najczęściej spotykany.

## Zastosowanie

### Roślina lecznicza
Jałowiec był ważną rośliną leczniczą w wielu kulturach, na ziemiach polskich należał do roślin stosowanych często w ziołolecznictwie. Leki z jałowca można przyrządzać na wiele sposobów: jako napary, wyciągi wodne i nalewki, syropy, wino i piwo jałowcowe czy nawet powidła. Pąki jałowca wykorzystywane są także w gemmoterapii.
HistoriaLecznicze właściwości jałowca prawdopodobnie wykorzystywane były w północnej i środkowej Europie już w okresie prehistorycznym. Pedanios Dioskurydes opisuje jałowca w De Materia Magica pod nazwą Arkeothos mikra jako lek działający rozgrzewająco, moczopędnie i łagodnie ściągająco, dobry dla żołądka, w przypadku dolegliwości w klatce piersiowej i kaszlu. Indianie Ameryki Północnej jedli szyszkojagody przy infekcjach dróg moczowych. Zachodnie plemiona indiańskie stosowały napar z szyszkojagód jałowca i kory z korzenia berberysu do leczenia cukrzycy. Indianie z północno-zachodnich wybrzeży Ameryki Północnej stosowali wywary z jałowca podczas przeziębienia, grypy, zapalenia stawów, bóli mięśni i problemów z nerkami. W Europie w okresie średniowiecza stosowano szyszkojagody jako lek uniwersalny na wszelkie dolegliwości. Hildegarda z Bingen zalecała je podczas leczenia chorób płuc, wątroby i nerek. Z czasem poza szyszkojagodami zaczęto wykorzystywać do celów leczniczych także: liście, zielone pędy, drewno i smołę.
W Polsce w XIX w. i początku XX w. powszechnie pito odwar z szyszkojagód przy zatrzymaniu moczu i puchlinach. Dojrzałe szyszkojagody spożywane na czczo miały być pomocne także przy trawieniu. Jałowiec stosowany był przy kolkach, w celu „oczyszczenia krwi”, przy zatrzymaniu okresu, niekiedy także przy suchotach. W czasach epidemii (np. cholery) okadzano mieszkania jałowcem. Niekiedy przykładano jałowiec na miejsca opuchnięte. Zewnętrznie preparaty z jałowca stosowano przy nerwobólach, zapaleniu korzonków nerwowych, artretyzmie.
DziałanieOlejek jałowcowy ma działanie grzybobójcze i antybakteryjne, jednak nie działa znacząco na: pałeczkę ropy błękitnej, Candida albicans, gronkowca złocistego i pałeczkę okrężnicy (choć są badania wskazujące na istotne działanie antybakteryjne także dla tych dwóch ostatnich gatunków). Zalecane jest stosowanie jałowca po leczeniu antybiotykiem zakażeń dróg moczowych, co zapobiega nawrotom zakażeń i niszczy pozostałe bakterie, odporne na antybiotyki. Wskazany jest zwłaszcza przy antybiotykoopornych zakażeniach. W monografii przygotowawczej działanie dyspeptyczne preparatów z jałowca jest jedynym wymienionym.
Flawonoidy, a w mniejszym stopniu olejek eteryczny z zawartym w nim terpineolem, działać mają także moczopędnie (działanie takie potwierdzono w badaniach na szczurach). Uważa się, że działanie spazmolityczne (rozkurczające mięśnie gładkie) jest wynikiem drażniącego działania olejku, powodującego też w efekcie przekrwienie miąższu nerek. W efekcie stosuje się jałowiec przy dolegliwościach wiążących się z zatrzymywaniem wody i jonów sodu przy niedomaganiu nerek. Wyciągom z szyszkojagód przypisuje się także zwiększanie wydzielania żółci i soku żołądkowego. Pobudzać też mają perystaltykę, wydzielanie potu i rozszerzać naczynia włosowate skóry powodując jej zaczerwienienie. Z powodu zawartości w olejku pinenu i innych terpenów działa on także drażniąco na skórę. Olejek jałowcowy wchodzi w skład maści rozgrzewających stosowanych w bólach reumatycznych i przy nerwobólach.
Surowiec zielarski i preparaty z jałowcemSzyszkojagody w piśmiennictwie zielarskim zwykle określane mianem owoców lub jagód i stąd nazwa naukowa: Fructus Juniperi oraz Bacca Juniperi, według nowych wydań Farmakopei Europejskiej – Juniperi pseudo-fructus. Wykorzystuje się także olejek jałowcowy (Oleum Juniperi, według FE – Juniperi aetheroleum). Surowce te wchodzą w skład preparatów jednoskładnikowych (np. „Cholesol”) oraz mieszanek ziołowych (np. „Cholagoga I” i „Cholagoga II”). Olejek w preparatach stosowanych do wcierań kojących zwykle stosuje się w mieszankach z olejkiem lawendowym i rozmarynowym. Ze względu na silne działanie, często w lecznictwie wykorzystuje się ekstrakt jałowcowy, zawierający różne składniki surowca, ale z niewielką ilością olejku odparowującego podczas zagęszczania takiego wyciągu. W lecznictwie wykorzystywano poza tym pędy (szczyty gałązek) i drewno jałowca (Summitates et Lignum Juniperi, Juniperi Lignum), żywicę (Resina Juniperi seu Sandraca germanica), destylaty z drewna i korzeni (Oleum Juniperi e ligno).
Zbiór i przechowywanieSzyszkojagody zbiera się w okresie zimowym, po przymrozkach jesiennych, od października do marca. Po mrozach dojrzałe szyszkojagody łatwo opadają z pędów. Zamiast ręcznego zbioru, zaleca się rozłożyć płachty pod krzewy i potrząsać gałęziami. Nie należy ich uderzać, ponieważ wówczas opadają także szyszkojagody niedojrzałe i igliwie. Zbiór po oczyszczeniu suszyć należy w temperaturze nieprzekraczającej 35 °C (w wyższej temperaturze ulatnia się olejek eteryczny). Przygotowany do przetwarzania lub przechowywania surowiec powinien mieć barwę jednolitą, fioletowo-brunatną, z nalotem dającym się ścierać, charakterystyczny aromat i smak. Dojrzałe szyszkojagody nie mogą być zanieczyszczone niedojrzałymi oraz igliwiem. Wysuszone można przechowywać w suchym pomieszczeniu lub w szczelnych naczyniach. Niedostatecznie wyschnięte lub świeże szyszkojagody fermentują i pleśnieją. W czasie przechowywania surowiec należy chronić przed gryzoniami i molami powodującymi straty w zbiorach.
DawkowanieZgodnie z Farmakopeą Polską z 2002 jednorazowa dawka preparatów nie mogła przekraczać ilości powstałej z 2 g surowca, a dawka dobowa z 5 g. W Unii Europejskiej dopuszczalna dawka dobowa wynosi 10 g surowca, tj. 100 mg olejku jałowcowego. Niezależnie od dawek nie należy preparatów z jałowcem stosować długotrwale.
PrzeciwwskazaniaPrzy długim stosowaniu (ponad 6 tygodni) wyciągów z szyszkojagód jałowca mogą powstać stany zapalne nerek i przewodu pokarmowego. Szczególnie drażniące są niedojrzałe szyszkojagody. Olejek jałowcowy może spowodować także bolesny stan zapalny skóry połączony z obrzmieniem. Jałowiec nie powinien być używany przez kobiety w ciąży, karmiące i dzieci oraz przez cierpiących z powodu stanów zapalnych przewodu pokarmowego, nerek oraz marskości wątroby. Ma silne działanie poronne, a jego składniki przenikają do mleka. Zewnętrznie preparaty z jałowca nie mogą być stosowane na poparzenia i stany zapalne skóry.
WeterynariaOlejek jałowcowy (wymieszany z tłuszczem zwierzęcym) używany jest do zwalczania świńskiej odmiany świerzbowca ludzkiego (Sarcoptes scabiei var. suis). W wyniku suchej destylacji gałęzi i drewna jałowca pospolitego uzyskuje się dziegieć stosowany do leczenia zakażeń skórnych. Wywar z szyszkojagód podawano do picia koniom cierpiącym na zołzy. Podawano też jałowiec krowom po ocieleniu.
Medycyna niekonwencjonalnaW aromaterapii olejek jałowcowy używany jest do wzmacniania sił w przypadku osłabienia wewnętrznego, pozbywania się natrętnych i przykrych myśli.

Przeczytaj ostrzeżenie dotyczące informacji medycznych i pokrewnych zamieszczonych w Wikipedii.

### Roślina olejkowa
Olejek jałowcowy wyodrębniany jest w procesie destylacji z parą wodną, najczęściej z szyszkojagód zawierających do 2% olejku lotnego, rzadziej wytwarza się olejek z cetyny (igliwia) i drewna. Olejek jałowcowy z szyszkojagód (Oleum Juniperi ex baccis) może być rzadki lub gęsty (gęstnieje z wiekiem), ma swoisty zapach i ostry, gorzki smak. Olejek z igliwia jest cieczą rzadką, żółtawą o także ostrym, ale wyraźnie odmiennym smaku i zapachu. Olejek z drewna przypomina dziegieć – jest gęsty i ciemny, ma ostry i nieprzyjemny zapach i smak.

### Roślina kosmetyczna
Olejek jałowcowy dzięki zawartości fitoncydów działa bakteriobójczo i stosowany jest zewnętrznie jako środek przeciwtrądzikowy. Stosowany jest także przy cellulicie i rozstępach oraz do pielęgnacji włosów (dodawany jest do szamponów przeciwłupieżowych). Stosowany jest także przy wyrobie różnych kosmetyków (np. mydeł, szamponów) także jako bezpieczny dodatek aromatyzujący.

### Roślina jadalna

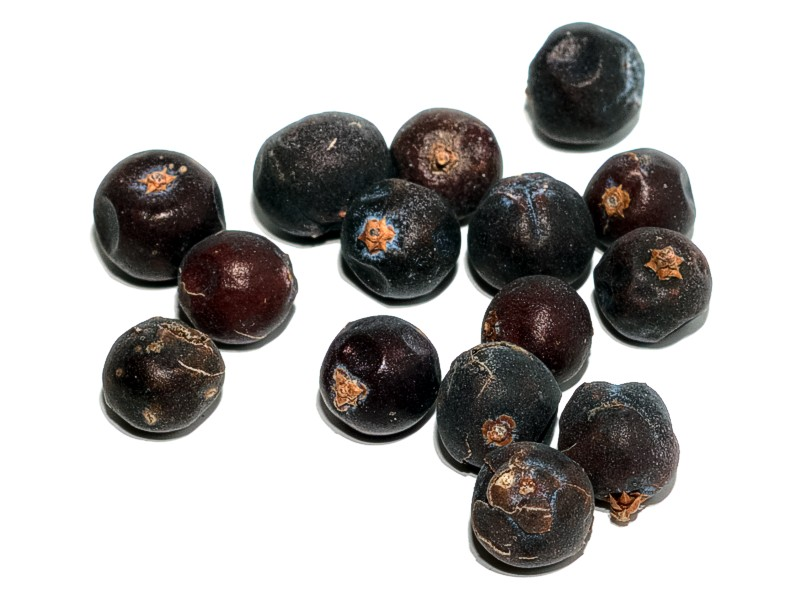
Szyszkojagody

Szyszkojagody jałowca są cenione w kuchni ze względu na korzenny, żywiczny i gorzkawosłodki smak oraz balsamiczny aromat, a także z powodu pobudzania apetytu. Są zbyt gorzkie, by zjadać je na surowo i w kuchni wykorzystywane są tylko suszone. Aby uwolnić aromat, zwykle zgniata się je przed użyciem (przechowywane są w całości, ponieważ po sproszkowaniu szybko tracą zapach). Najbardziej aromatyczne są najmniejsze szyszkojagody, przy czym szczególnie cenione są te pochodzące z Włoch. Zalecane są zwłaszcza do przyprawiania potraw ciężkostrawnych, tłustych i powodujących wzdęcia. Stosuje się je do mięs (szczególnie tych o wyrazistym smaku, jak dziczyzna i dzikie ptactwo), sosów, marynat, nadzień i pasztetów. Są stosowane także jako dodatek do kapusty, także kiszonej (w produkcji masowej w proporcji 15 dag szyszkojagód na 100 kg kapusty) oraz buraków ćwikłowych, często dodawane są do bigosu. Wraz z kolendrą używane są do peklowania mięsa. Zmielone szyszkojagody wchodzą w skład różnych mieszanek przypraw. Ich aromat zaleca się łączyć z pietruszką, tymiankiem, liśćmi laurowymi i czosnkiem. W Niemczech zmielone szyszkojagody używane były jako zamiennik pieprzu.
Ze względu na wysoką zawartość cukrów i silny aromat szyszkojagody są wykorzystywane jako surowiec do fermentacji. Są głównym składnikiem (zamiast słodu jęczmiennego) piwa kozicowego warzonego na Mazowszu i Kujawach, fińskiego piwa sahti i francuskiego genevette. W Szwecji piwo z jałowca uznawane jest za napój korzystny dla zdrowia. Z szyszkojagód jałowca robi się gin i jego odpowiedniki – jenever w Holandii, jałowcówkę w Polsce, borowiczkę na Słowacji. Także Indianie Ameryki Północnej sporządzali napoje z jałowca, jednak w postaci wywarów z pędów lub szyszkojagód. Jałowcem aromatyzuje się także ocet ziołowy.
W krajach dawnego Związku Radzieckiego cukry z szyszkojagód po usunięciu goryczy i smaku terpentynowego wykorzystywane są do produkcji wyrobów cukierniczych. Poza tym upieczone nasiona jałowca mogą być używane jako substytut kawy.
W dymie z drewna i igliwia jałowca pospolitego wędzi się wędliny i ryby, dodanie drewna lub gałązek jałowca do przygotowania potraw na ruszcie także nadaje im charakterystyczny aromat.
Ze względu na silne działanie drażniące i poronne – jałowca także jako przyprawy nie mogą stosować kobiety w ciąży i osoby z chorym przewodem pokarmowym i nerkami. Do potraw nie należy dodawać więcej niż kilku szyszkojagód jednorazowo, ponieważ stosując je w większych ilościach, można uszkodzić nerki, a nawet odnotowano przypadki zatruć śmiertelnych.

### Roślina ozdobna

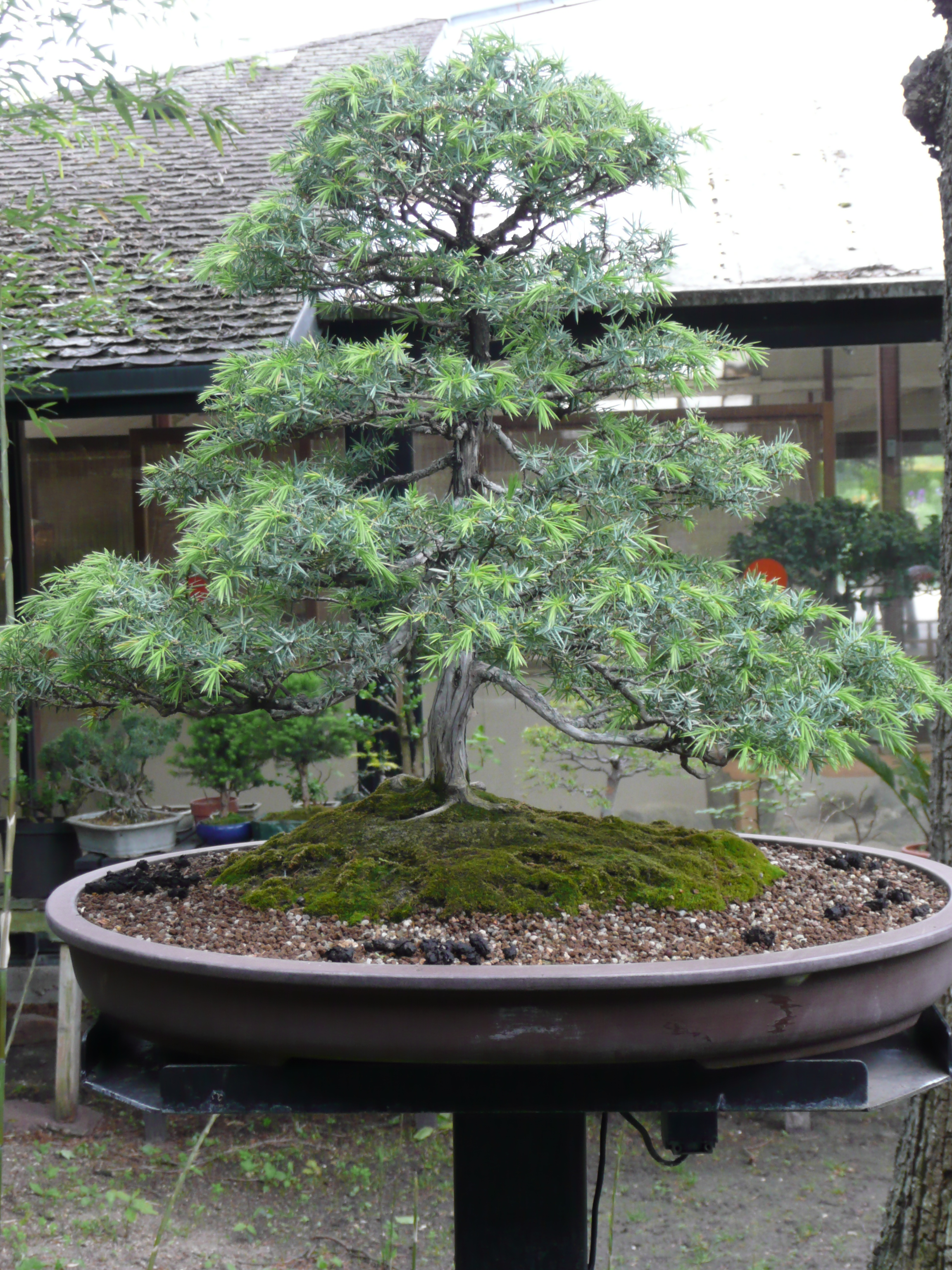
Jałowiec pospolity w formie bonsai

Różne odmiany jałowca pospolitego są często sadzone jako krzewy ozdobne. Uprawiane są od dawna, przesadzane były ze stanowisk naturalnych do ogrodów pierwotnie głównie ze względu na zastosowanie lecznicze. Szczególnym walorem są małe wymagania glebowe i wilgotnościowe, dzięki czemu gatunek ten może być uprawiany w warunkach, gdzie utrzymanie innych roślin ozdobnych jest bardzo trudne. Ze względu na wolny wzrost jest szczególnie polecany do założeń ogrodowych planowanych z perspektywą długoterminową. Dodatkowym walorem jałowca w uprawie jest zdolność do odstraszania szkodników owadzich.

### Surowiec drzewny

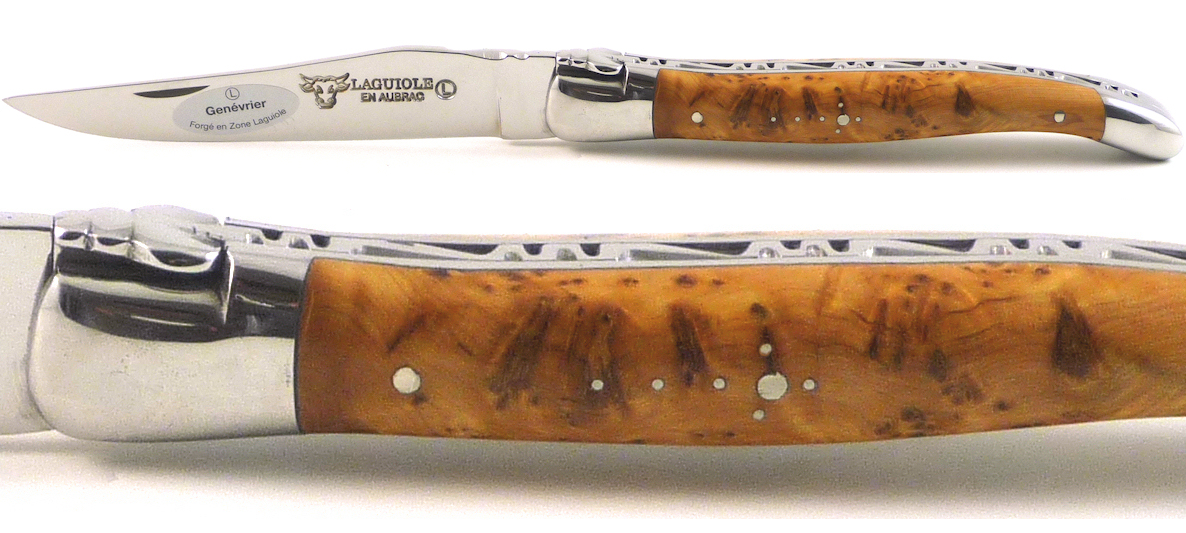
Nóż z rękojeścią z drewna jałowca

Drewno jałowca pospolitego jest cenione ze względu na właściwości użytkowe i aromat. Jest bardzo mocne i trwałe, a podczas schnięcia nie deformuje się i nie pęka. Dobrze obrabia się różnymi rodzajami narzędzi – dobrze się gnie, toczy i skrawa. Łatwo się daje wykańczać i jest odporne na ataki owadów i grzybów, nawet jeśli znajduje się w kontakcie z glebą. Trwałe jest także w wodzie. Jego zastosowanie ograniczają małe wymiary, liczne krzywizny i sęki.
Drewno jałowca wykorzystywane jest do wyrobu elementów toczonych (np. fajek) i snycerskich oraz do drobnych elementów drzewnych (galanterii) i intarsji (np. do otoczek ołówków, naszyjników, puzderek). Ze względu na właściwości nadaje się doskonale jako surowiec do rękodzieła artystycznego, do wyrobu lasek, wędzisk i wykałaczek. Przy odpowiedniej ilości materiału można wyrabiać trwałe meble ogrodowe. W Skandynawii z drewna jałowca produkuje się pojemniki służące do przechowywania niewielkich porcji artykułów mlecznych, takich jak masło i ser, a także drewniane noże do masła. W Polsce z jałowca wykonywano ruchomą część maselnicy, dzięki czemu masło miało się lepiej „zbijać”.

### Inne zastosowania
- W leśnictwie jałowiec jest pożądaną domieszką biocenotyczną, ponieważ na ubogich glebach jego obecność przyśpiesza dwukrotnie rozkład ściółki sosnowej. Stwierdzono w efekcie lepszy wzrost drzewostanów sosny w przypadku współwystępowania z jałowcem (średnio 12,5% w odniesieniu do wysokości, 18% w przypadku grubości i 49% miąższości)[81]. Jest na najuboższych siedliskach borowych często jedynym gatunkiem podszytowym, kluczowym dla zachowania różnorodności biologicznej lasu, w tym dla utrzymania wielu pożytecznych ptaków i owadów. Współżyje z licznymi gatunkami grzybów sprzyjając ich rozwojowi, w tym także żyjącym w mikoryzie także z sosnami. Wydzielane przez jałowce fitoncydy zwiększają odporność lasu na choroby i szkodniki owadzie[32].
- Pozyskiwana z łyka i kory żywica służy do produkcji cenionego lakieru, właściwościami przypominającego żywicę sandarakową[18]. Żywica jest przejrzysta, żółtawobiała[57].
- Korzenie, z powodu łatwej dostępności (rosną przy powierzchni gruntu w podłożu zwykle piaszczystym) wykorzystywane były w korzenioplastyce[80], także do wyrobu koszyków[75].
- Giętkie pędy jałowca wykorzystywano do wyplatania płotków[75].
- Drewno jałowca ma wysoką wartość opałową i jest cenione jako paliwo[71].
- Silnie kłujące gałązki jałowca stosowano do ochrony plonów przed gryzoniami – wykładano ich warstwę pod stogi zbóż i siana oraz zabezpieczano nimi pnie drzew owocowych przed zimą w celu ochrony przed zgryzaniem przez zające i gryzonie[75].
- Dojrzałe, wysuszone i rozgniecione szyszkojagody jałowca barwią na kolor oliwkowobrązowy przy użyciu ałunu, kwasu winowego lub siarczanu miedzi jako utrwalacza[82]. Z niedojrzałych szyszkojagód uzyskiwano żółty barwnik[70].
- Krzewy jałowca po wysmarowaniu mocnym lepem służyły jako tzw. budy jałowcowe do łapania kwiczołów. Na ptaki te polowano w ten sposób, ponieważ ich mięso ceniono ze względu na walory smakowe przypisywane diecie w dużym stopniu złożonej z szyszkojagód jałowca[80].
- Tucz drobiu szyszkojagodami jałowca na miesiąc przed zabiciem poprawia jakość mięsa, czyniąc jego smak podobnym do dziczyzny[83].
- Jałowiec używany bywa jako repelent[71]. Olejek jałowcowy wykorzystywany jest m.in. do ochrony tytoniu, ponieważ działa szkodliwie i utrudnia rozwój gąsienic szkodnika z gatunku Spodoptera litura[7].
- Szyszkojagody stosowano jako kadzidło – umieszczano je na rozżarzonych węglach w celu odparowywania olejku. Używano ich w ten sposób w celu aromatyzowania pomieszczeń oraz odkażania powietrza[68].
- Z powodu właściwości bakteriobójczych, olejek jałowcowy w XIX wieku wykorzystywany był do sterylizacji catgutu (nici chirurgicznych)[84].
- Przyczynia się do utrwalania górskich kamieńców i ruchomych usypisk[68].

## Uprawa i produkcja
Jałowiec pospolity uprawiany jest głównie jako roślina ozdobna. Ze względu na wolny wzrost roślin i długi okres dojrzewania szyszkojagód, do zastosowań użytkowych pozyskuje się rośliny lub ich części ze stanowisk naturalnych. Największymi producentami szyszkojagód są: Włochy, Szwecja i kraje bałkańskie. Zbierane są one także na większą skalę w Polsce, na Węgrzech i w południowej Francji. Jako roślina ozdobna jałowiec ceniony jest szczególnie na siedliskach najsłabszych, gdzie inne gatunki utrzymują się źle. Zalecany jest do sadzenia jako soliter (formy kolumnowe) lub okrycie gleby (formy płożące). Ze względu na to, że gatunek ten jest żywicielem rdzy jabłoniowo-jałowcowej, nie należy go sadzić w pobliżu jabłoni.
RozmnażanieNasiona przed siewem należy stratyfikować, na przykład zakopując je w ziemi na głębokość ok. 1 m, w glebie dostatecznie wilgotnej, a jednocześnie umożliwiającej wymianę tlenową. Materiał sadzonkowy jałowca należy uprawiać w pojemnikach, ponieważ gatunek ten źle znosi przesadzanie z powodu rozległości swego systemu korzeniowego. Przesadzanie nawet z dużą bryłą ziemi, roślin rosnących na stanowisku naturalnym, daje nie więcej jak 10% szans przyjęcia się rośliny na nowym stanowisku. Po wysiewie nasion do gruntu w szkółce leśnej młode siewki należy ostrożnie wykopywać w pierwszym lub najdalej drugim roku dbając o niedopuszczenie do przesuszenia korzeni. Siejąc nasiona do pojemnika użyć najlepiej gleby gliniastej jako podłoża, a posiane nasiona przykryć grubą warstwą piasku. Latem nasiona chronić trzeba przed wyschnięciem. Kiełkowanie może trwać od dwóch nawet do pięciu lat. Można też rozmnażać jałowiec z sadzonek pędowych o długości 30–40 cm, pozyskiwanych z górnych i środkowych gałęzi. Lepiej ukorzeniają się sadzonki z pędów krzewów żeńskich. Sadzi się je na głębokość 20–25 cm po usunięciu dolnych odgałęzień. Ukorzenione sadzonki można pozyskiwać też z odkładów zwykłych. Tworzy się je wiosną lub na początku jesieni po odgięciu i przytwierdzeniu dolnych pędów do ziemi, a następnie przysypaniu ziemią i jej ubiciu.
WymaganiaGatunek niewybredny wobec gleby, rośnie dobrze nawet w suchym podłożu. Może być uprawiany w miejscach silnie nasłonecznionych i w lekkim cieniu.
PielęgnacjaNie wymaga cięć i specjalnej opieki. Daje się jednak łatwo formować, dzięki czemu można krzewom jałowca nadawać dowolne formy. Najlepiej pędy przycinać na przełomie wiosny i lata, unikając przycinania pędów zdrewniałych. Zaleca się usuwanie gałęzi zaatakowanych przez szkodniki i choroby, usuwanie tkanych przez koszówkowate jedwabistych woreczków i samych owadów, ewentualnie opryskiwanie roślin mydłem owadobójczym.

## Zagrożenia i ochrona

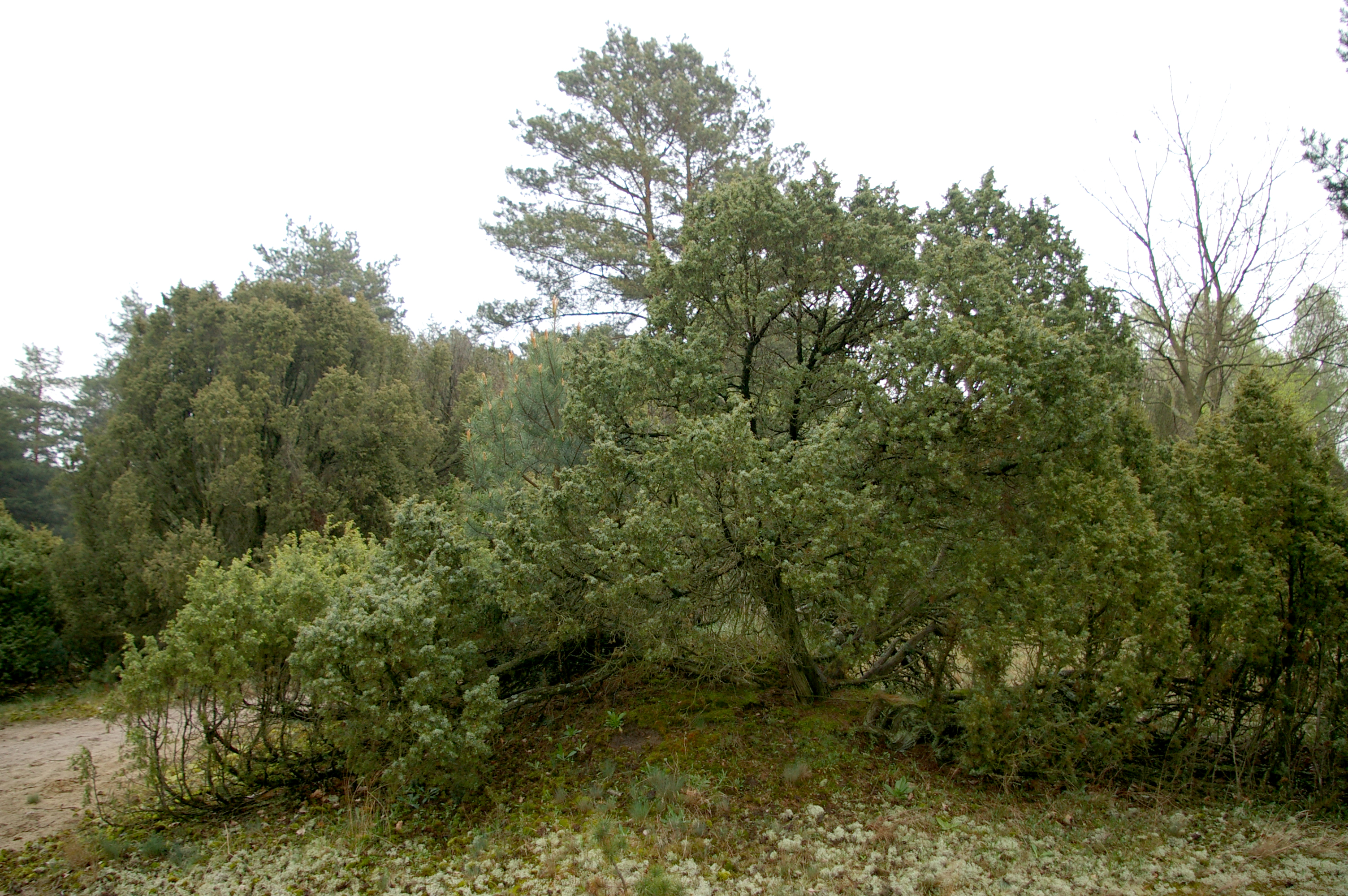
Jałowce w rezerwacie Ciosny

Jałowiec pospolity jest gatunkiem w skali globalnej niezagrożonym – w Czerwonej księdze gatunków zagrożonych publikowanej przez Międzynarodową Unię Ochrony Przyrody i Jej Zasobów (IUCN) klasyfikowany jest jako „gatunek najmniejszej troski” (ang. Least Concern – LC). W ocenie statusu podkreśla się jego szerokie rozprzestrzenienie i ekspansywność na porzucanych gruntach rolnych oraz ochronę dużych zasobów w obszarach chronionych. Wskazuje się też na brak zagrożeń dla wszystkich odmian tego gatunku, choć zauważa się spadek jego zasobów na niektórych obszarach (np. w Wielkiej Brytanii). W monografii poświęconej rodzajowi gatunek także określany jest jako niezagrożony i lokalnie zwiększający zasoby. Jednak przynajmniej dwie odmiany (var. charlottensis i megistocarpa), o niewielkim zasięgu i nielicznych stanowiskach, a przy tym przywiązane do specyficznych, torfowiskowych ekosystemów, wskazane są jako silnie zagrożone. W skali lokalnej różne odmiany bywają też wskazywane jako zagrożone na danym obszarze (np. w czerwonej księdze roślin Dolnego Śląska jałowiec halny (var. saxatilis) ma status gatunku wymierającego). Na obszarze Wysp Brytyjskich gatunek uznany został za priorytetowy, wymagający ochrony, ze względu na spadek zasobów, słabą żywotność i zdolność do odnowienia populacji. Za przyczynę starzenia się populacji i zanikania jałowca w obszarze śródziemnomorskim (np. w południowej Hiszpanii) uznawane są zmiany klimatu i antropogeniczne przekształcanie jego siedlisk.
Ze względu na duże znaczenie użytkowe i w przeszłości wyniszczanie tego gatunku jako „chwastu leśnego” podejmowano różne inicjatywy dla ochrony zasobów jałowca. W Polsce w okresie międzywojennym liczne okazałe jałowce zinwentaryzowano i objęto ochroną. Skupiska jałowców chronione są jako rezerwaty przyrody np. Ciosny, Wierzchocińskie Jałowce, Sołokija, także w niektórych parkach narodowych, np. w Kampinoskim PN. Liczne okazałe, zwłaszcza drzewiaste jałowce chronione są jako pomniki przyrody. Gatunek obejmowany był także w niektórych krajach ochroną prawną (np. w NRD w 1954 i w Czechosłowacji w 1958). W Polsce jałowiec pospolity nigdy nie został objęty ochroną gatunkową.

## Obecność w kulturze

Jałowiec w herbie dolnosaksońskiego Bispingen

Jałowiec pospolity był uważany za roślinę świętą przez Germanów i ludy zamieszkujące Syberię. Przekonanie, że kadzidło jałowca odstrasza zło, było powszechne wśród ludów tureckich. Szamani na Syberii używali kadzidła jałowcowego przed złożeniem ofiary ze zwierząt. W Walii ścięcie starego jałowca zwiastowało śmierć w rodzinie. Naszyjniki z szyszkojagód jałowca zakładali niewolnicy indiańscy przed walką w celu ochrony życia i zyskania wolności.
W polskich tradycjach ludowych jałowiec uważany był za roślinę dobrą, życzliwą ludziom i miłą bogom. Strzegł zatem przed wszelkim złem i złymi duchami – upiorami, strzygami, zmorami, nocnicami i innymi. W celu ochrony domostw przed złem okadzano je dymem z palonych gałązek jałowca, wieszano gałązki jałowca nad drzwiami i umieszczano gałązkę jałowca za „świętym obrazkiem”. Dodawano też jego igły i szyszkojagody do kadzideł palonych w świątyniach słowiańskich. Złe duchy, a po wprowadzeniu chrześcijaństwa – diabła odpędzały też laski robione z drewna jałowca. Wycięte musiały być w dzień świętego Michała (29 września), przy czym czasem sposobiono je wcześniej podlewając odpowiednie krzewy święconą wodą, a same laski święcono później w kościołach. Dymem z jałowca okadzano krowy mleczne i pastwiska chroniąc je przed zaklęciami i uważano, że chroni przed morowym powietrzem, stosowano go także w pomieszczeniach, w których znajdowały się zwłoki. Także w Ameryce Północnej jałowiec jest jednym z tradycyjnych dodatków do szałwii stosowanej do okadzania w celu magicznego oczyszczenia przedmiotów, osób i pomieszczeń. Jałowiec spalany jest także podczas zabiegów egzorcyzmowania. Gałązka jałowca noszona podczas długich marszów zabezpieczać miała skórę przed odparzeniami. We wschodniej i południowo-wschodniej Polsce jałowiec dodawano do palm wielkanocnych, a na Podlasiu święcony był w wiankach podczas świąt Bożego Ciała. Na Kurpiach jałowiec był zdobiony i jako wieniec weselny wręczany był pannie młodej przez narzeczonego.
Służył także jałowiec do wróżb – w dniu świętego Andrzeja (30 listopada) panny o północy biegały do lasu i urywały lewą ręką gałązkę tego krzewu. Wypowiadały przy tym słowa Rwę cię pięcioma palcami, szóstą dłonią, niech mnie od dziś chłopcy gonią. Nie oglądając się za siebie ani na zerwaną gałązkę, pędziły potem z powrotem do domu, gdzie dopiero obejrzeć mogły co urwały. Gałązka zielona wróżyła kawalera, żółknąca – wdowca, a uschnięta zupełnie – starego dziada.
Także współczesne źródła traktujące o magii przypisują jałowcowi liczne moce – ochrony przed wężami i innymi dzikimi zwierzętami, kradzieżą, złymi czarami i klątwami.